# Bazylika św. Kastora w Koblencji
Bazylika św. Kastora w Koblencji (niem. Kirche St. Kastor, Basilika St. Kastor, St. Kastor, Kastorkirche) – romański kościół rzymskokatolicki pod wezwaniem świętego Kastora, znajdujący się w Koblencji, w dzielnicy Altstadt, w pobliżu Deutsches Eck i należący do diecezji Trewiru. Jest najstarszym zachowanym kościołem w Koblencji, a ponadto jest uważany za wybitny przykład romańskiej architektury nad środkowym Renem. Wraz z kościołem Najświętszej Marii Panny i kościołem św. Floryna kształtuje także sylwetkę koblenckiego starego miasta.
Świątynia powstała w latach 817–836 na terenie, na którym wcześniej istniały różne rzymskie i frankijskie budowle świeckie oraz sakralne. Wraz z poświęceniem ukończonego kościoła powstała przy nim kapituła kolegiacka, która w niedługim czasie zaczęła uchodzić za najbogatszą i najbardziej znaczącą instytucję kościelną w średniowiecznej Koblencji. W IX wieku stanowiła ważne miejsce spotkań i zebrań niemieckich władców i ich potomków. Istniała do lat 1802–1803, kiedy to została zlikwidowana na mocy przepisów sekularyzacyjnych. Samą świątynię na przestrzeni wieków odbudowywano ze zniszczeń, jakim kilkukrotnie ulegała w swojej historii, a także poddawano licznym przebudowom, z których największą przeprowadzono etapami od 1160 do 1230 roku – w jej wyniku kościół zyskał swoje obecne formy i rozmiary. W 1991 roku kościół został podniesiony do rangi bazyliki mniejszej przez papieża Jana Pawła II.

## Lokalizacja i turystyka
Bazylika św. Kastora jest położona w Koblencji, w dzielnicy Altstadt, w bezpośrednim sąsiedztwie Deutsches Eck. Należy do diecezji Trewiru.
Świątynia jest wymieniona w katalogu zabytków kulturowych Generalnej Dyrekcji Dziedzictwa Kulturowego Nadrenii-Palatynatu (niem. Generaldirektion Kulturelles Erbe Rheinland-Pfalz). Jest najstarszym zachowanym kościołem w Koblencji, a ponadto jest uważana za wybitny przykład romańskiej architektury nad środkowym Renem. Wraz z kościołem Najświętszej Marii Panny i kościołem św. Floryna kształtuje sylwetkę koblenckiego starego miasta. Można ją zwiedzać codziennie w godzinach 9:00-18:00.

## Historia
Przeprowadzone na obszarze, na którym stoi kościół wykopaliska archeologiczne ujawniły dwa zarysy głębiej położonych domów z paleniskami, pochodzących z okresu lateńskiego (V-VI wiek p.n.e.). Z kolei podczas prac budowlanych, związanych z przygotowaniami do odbywającego się w 2011 roku Bundesgartenschau (pol. „Federalny Pokaz Ogrodniczy”) na terenie kościoła odkryto pozostałości rzymskiego kasztelu, świadczące o wczesnym rzymskim osadnictwie w Koblencji. Około 100 roku na przedmiotowym obszarze powstała galijsko-rzymska świątynia, która istniała do IV wieku, a następnie, około 600 roku założono tam chrześcijańską memorię z cmentarzem. W późniejszych czasach na terenie tym istniało kilka zbudowanych przez Franków budowli kościelnych, co ustalono podczas wykopalisk archeologicznych, przeprowadzonych przy okazji prac renowacyjnych i restauracyjnych w latach 1979–1990.
W latach 817–836 z inicjatywy arcybiskupa Trewiru Hettiego oraz przy wsparciu króla Franków i cesarza Świętego Cesarstwa Rzymskiego Ludwika I Pobożnego został zbudowany obecny kościół. 12 listopada 836 roku arcybiskup Hetti dokonał poświęcenia ukończonej świątyni. Dzień wcześniej do budynku przywieziono z Karden szczątki świętego Kastora. Święty Kastor, patron koblenckiej świątyni przybył ze swojej ojczyzny Akwitanii do Trewiru, gdzie był uczniem biskupa Trewiru, świętego Maksymiana, a następnie został przez niego wysłany do Karden nad Mozelą jako duszpasterz i posłaniec wiary. Niedługo po śmierci był tam czczony jako święty. Wraz ze świętym Kastorem czczona i proszona o wstawiennictwo była także błogosławiona Rizza, legendarna córka Ludwika I Pobożnego. Zgodnie z przekazem miała ona mieszkać po drugiej stronie Renu i modlić się w kościele św. Kastora, a ponadto uczestniczyć w nabożeństwach.
Prawdopodobnie równocześnie z poświęceniem kościoła św. Kastora powstała także kapituła kolegiacka, a samą świątynię podniesiono do rangi kościoła farnego. Budowla do połowy XIII wieku leżała daleko poza murami miejskimi. Początkowo miała postać kościoła salowego, zakończonego prostokątnym chórem. W IX wieku świątynię rozbudowano o dzisiejszy transept z półkolistą apsydą.
Kapituła kolegiacka kościoła św. Kastora uchodziła za najbogatszą i najbardziej znaczącą instytucję kościelną w średniowiecznej Koblencji. W IX wieku była ważnym miejscem spotkań i zebrań niemieckich cesarzy i królów oraz ich potomków, na których negocjowano i rozstrzygano spory między członkami panującej rodziny. W 842 roku pełnomocnicy synów Ludwika I Pobożnego: Ludwika II Niemieckiego, Karola II Łysego i Lotara I przeprowadzili w kapitule wstępne rozmowy na temat podziału państwa frankijskiego. Efektem rozmów było podpisanie rok później traktatu w Verdun, którego zapisy podzieliły państwo frankijskie na trzy części: zachodniofrankijską, środkowofrankijską i wschodniofrankijską. Z kolei w czerwcu 860 roku w instytucji odbyły się rozmowy pokojowe, mające na celu doprowadzenie do pojednania pomiędzy Ludwikiem II Niemieckim, Karolem II Łysym i Lotarem II.
W 882 roku do Koblencji wkroczyli Normanowie i zniszczyli kościół św. Kastora, jednak Koblencczycy niedługo później go odbudowali. W dalszej fazie prac budowlanych przy kościele memorię przekształcono w przypominający kaplicę zespół podziemnych miejsc pochówkowych i połączono ją z kościołem poprzez kryptę pierścieniową. W X wieku do świątyni od strony wschodniej dobudowano rotundę chórową. Przypuszczalnie w tym samym czasie powstały dwie nawy boczne korpusu nawowego i niższy fragment zachodniej części kościoła, flankowany przez dwie potężne, okrągłe wieże. W XI wieku roku zostały one zastąpione obecnymi, ukończonymi w 1103 roku wieżami, które jednak wówczas miały tylko pięć kondygnacji. W 1110 roku arcybiskup Trewiru Bruno von Bretten założył obok świątyni szpital św. Mikołaja, będący jednym z pierwszych zakładów leczniczych po północnej stronie Alp. 106 lat później, za sprawą arcybiskupa Teodoryka z Wied część kościelnego terenu ze szpitalem stała się własnością rycerzy zakonu krzyżackiego. W 1138 roku w kościele odbyło się zgromadzenie książąt, które wybrało Konrada III na króla. Po pożarze, jaki wybuchł w świątyni w 1147 roku przeprowadzono renowację chóru.
W 1160 roku, w czasie rządów prepozyta Buvo rozpoczęto przebudowę kościoła, która nadała mu dzisiejsze formy i rozmiary. Usunięto wówczas kryptę pierścieniową, zespół podziemnych miejsc pochówkowych, rotundę chórową oraz apsydę i zbudowano na ich miejscu obecną część wschodnią, zawierającą kwadratowy, sklepiony chór z flankowaną wieżami półkolistą apsydą, skarbcami i izbami świątynnymi. W 1180 roku do każdej z wież zachodnich została dodana szósta kondygnacja. W 1198 roku kościół doznał dużych zniszczeń wskutek wojny pomiędzy Filipem Szwabskim i Ottonem IV. W ramach prac związanych z naprawą zniszczeń całkowicie przebudowano korpus nawowy, a także dodano do części zachodniej kondygnacje szczytowe ze stromym dachem rombowym. 27 lipca 1208 roku kościół został ponownie poświęcony przez arcybiskupa Jana I. W 1230 roku dobudowano do zachodnich wież świątyni siódmą i zarazem ostatnią kondygnację.

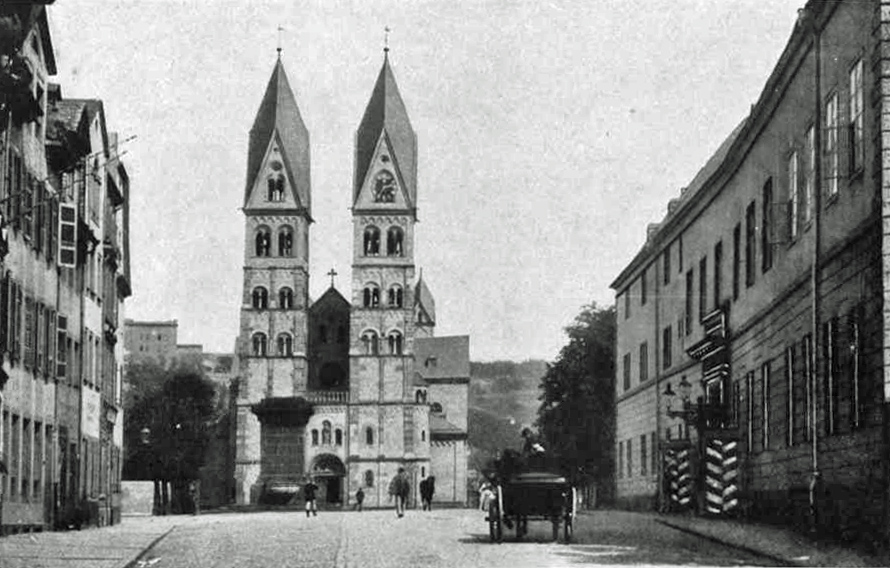
Kościół w 1900 roku

W 1338 roku w kościele św. Kastora odbyło się spotkanie cesarza Świętego Cesarstwa Rzymskiego Ludwika IV i angielskiego króla Edwarda III, w trakcie którego obaj władcy przypieczętowali swoją przyjaźń. Było to ostatnie ważne spotkanie w historii koblenckiej świątyni. W latach 1496–1499 przeprowadzono przebudowę wnętrza świątyni, w ramach której zastąpiono sklepieniem, surową romańską strukturę z płaskim stropem. W dwóch miejscach wnętrza: w nawie głównej i w skrzyżowaniu naw wykonano sklepienia gwiaździste. W 1673 roku została zbudowana nowa zakrystia.

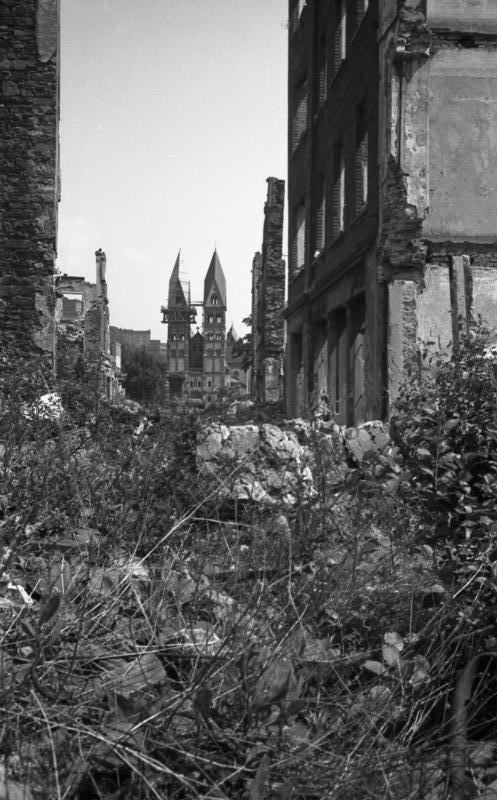
Kościół podczas odbudowy w latach 1946–1947

Do czasu przyjęcia 25 lutego 1803 roku w Ratyzbonie Głównego Wniosku Delegacji Rzeszy (niem. Reichsdeputationshauptschluss), którego zapisy nakazywały sekularyzację mienia Kościołów celem zapewnienia niemieckim książętom rekompensaty za utracone na rzecz Francji posiadłości, kościół św. Kastora był kolegiatą z wykorzystywanymi przez kapitułę zabudowaniami przed zachodnią fasadą i po stronie południowej, przed którą znajdował się także krużganek, a nieopodal również cmentarz dla członków parafii św. Kastora. Po likwidacji kapituły na przełomie 1802 i 1803 roku zburzono wszystkie wykorzystywane przez nią zabudowania oraz romańską bramę cmentarza.
W 1830 roku rozpoczęto nadzorowaną przez pruskiego inspektora budowlanego Johanna Claudiusa von Lassaulxa całkowitą restaurację wnętrza kościoła, którą umożliwiło udzielone przez dziekana Edmunda Bauscha wsparcie finansowe. W latach 1840–1860 wnętrze zostało ozdobione freskami autorstwa Josepha Settegasta, a ponadto została z niego usunięta większość barokowego wyposażenia (ołtarz główny, stalle, ławki). W międzyczasie, w 1848 roku, na krótko przed śmiercią Lassaulxa zakończyła się restauracja wnętrza. W latach 1890–1894 świątynia otrzymała swój obecny wygląd za sprawą pokrycia całości jej murów zewnętrznych tufem wulkanicznym pod kierownictwem architekta Friedricha Wilhelma Ludwina Mäcklera. Oprócz tego wyburzono prawą nawę boczną i południową zakrystię, a następnie odbudowano je ze zmniejszoną grubością i szerokością murów.
Podczas II wojny światowej, w wyniku przeprowadzonego 6 listopada 1944 roku brytyjskiego bombardowania kościół św. Kastora został poważnie uszkodzony. Jego zewnętrzna fasada dodatkowo ucierpiała wskutek trafień pociskami artyleryjskimi w marcu 1945 roku, jednak kamienna substancja budowlana włącznie ze sklepieniem pozostała w większości nienaruszona. W latach 1946–1954 przeprowadzono odbudowę świątyni, zaś w 1955 roku wykonano prace malarskie we wnętrzu. W latach 1979–1990 przeprowadzono obszerne prace renowacyjne i restauracyjne na wieżach. Wymieniono wówczas duże części pokrycia z tufu wulkanicznego i liczne fragmenty ciosów.
30 lipca 1991 roku papież Jan Paweł II podniósł kościół św. Kastora do rangi bazyliki mniejszej. Dokument zaświadczający o zmianie rangi kościoła został przekazany parafii podczas specjalnej uroczystości 16 lutego 1992 roku przez nuncjusza apostolskiego Lajosa Kadę.

## Architektura

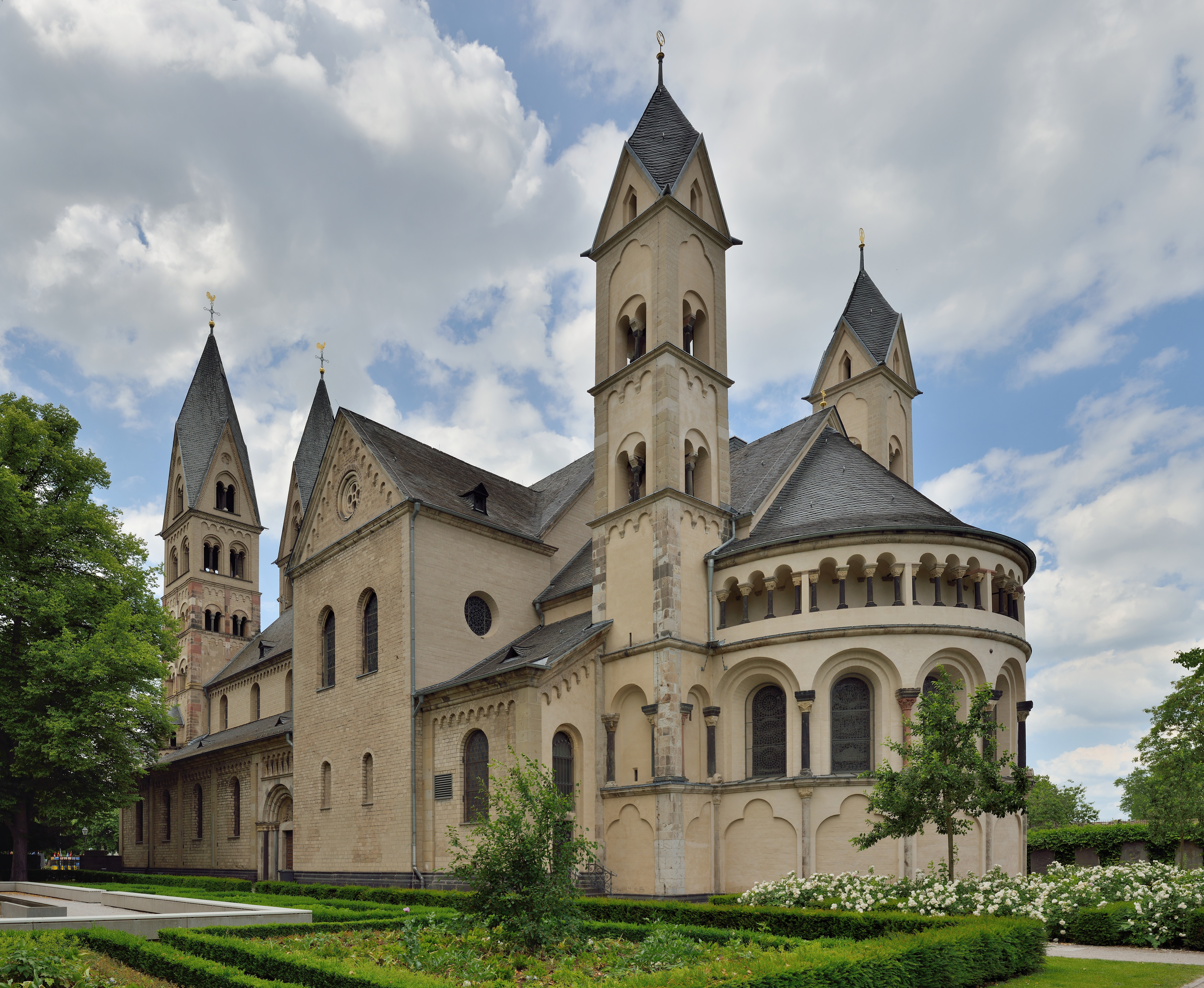
Widok na część transeptu, chór, apsydę z galerią karłów i wieże wschodnie

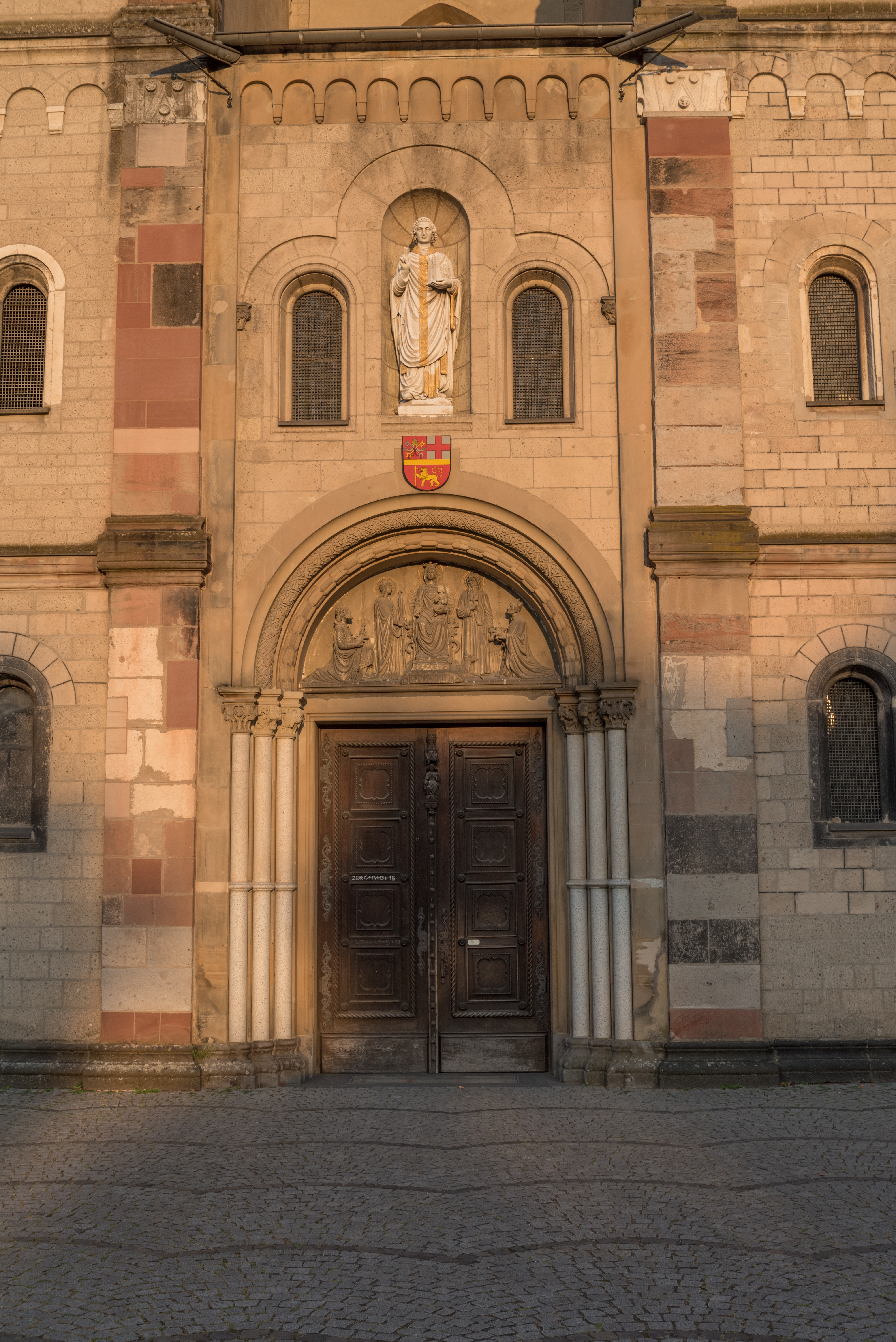
Fragment fasady zachodniej z portalem i umieszczonym nad nim w niszy posągiem świętego Kastora

Wnętrze

Bazylika św. Kastora jest romańskim kościołem halowym z trzynawowym korpusem, chórem, apsydą, transeptem i czterema wieżami: dwiema zachodnimi i dwiema wschodnimi.
Mające 44 m wysokości, masywne wieże zachodnie są podzielone szerokimi narożnymi i wąskimi środkowymi pilastrami. Na każdej elewacji czwartej, piątej i szóstej kondygnacji obu wież znajdują się biforia. Masywność wież jest podkreślona wysokimi trójkątnymi szczytami oraz dachami wieżowymi. Do bocznych ścian wież przylegają półokrągłe klatki schodowe. Na środkowej osi fasady umieszczony jest portal z tympanonem. Nad wejściem znajduje się nisza, w której stoi posąg świętego Kastora. Nawy boczne są ozdobione fryzem lombardzkim z lizenami. Transept jest wąski i nie przewyższa naw, natomiast apsyda ma wysokość trzech kondygnacji – ostatnią z nich ozdabia tzw. galeria karłów, zamknięta 21 arkadami wspartymi na kolumnach. Szeroki chór jest flankowany przez dwie smukłe, pięciokondygnacyjne wieże wschodnie.

## Wnętrze

### Architektura i wystrój

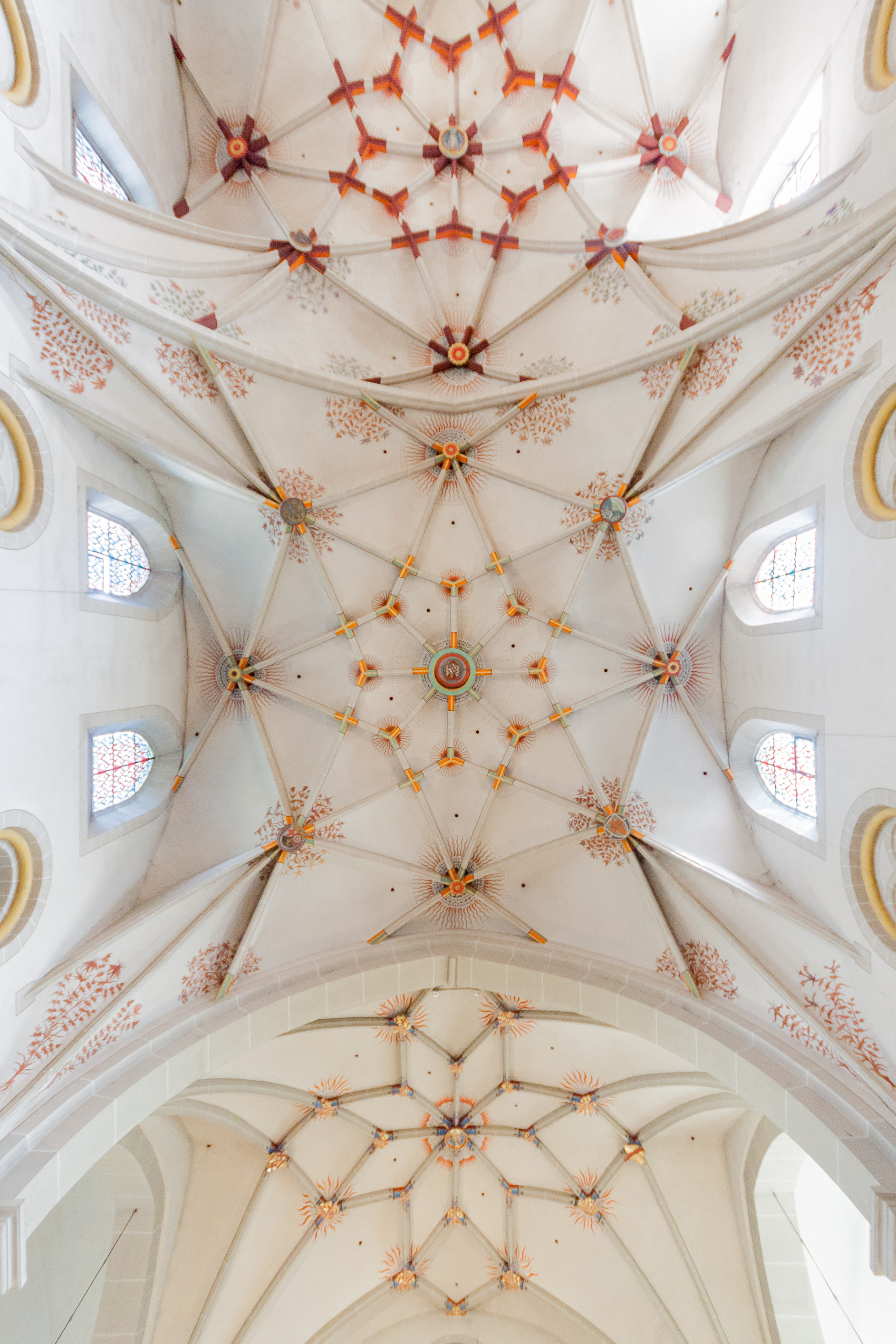
Sklepienia gwiaździste

Między arkadami filarowymi nawy głównej bazyliki św. Kastora, a clerestorium znajdują się pozorne empory otwarte do nawy otworami w kształcie biforiów. Nawę główną i skrzyżowanie naw przykrywają sklepienia gwiaździste, natomiast chór – sklepienie krzyżowe. Sklepienie nawy głównej jest oparte na romańskich filarach. Powyżej obecnych, późnogotyckich sklepień, zachowały się fragmenty ścian z późnoromańskimi malowidłami. W apsydzie znajduje się wykonane w 1849 roku malowidło przedstawiające Trójcę Świętą.

### Witraże
Obecne witraże w oknach koblenckiej świątyni powstały podczas prowadzonych po II wojnie światowej prac związanych z restauracją wnętrza i uzupełnianiem jego wyposażenia. W 1952 roku dziekan Homscheid zdecydował o odnowieniu kościelnych okien i powierzył zadanie namalowania witraży malarzowi Aloisowi Stettnerowi. Stettner do 1955 roku wykonał witraże, które współcześnie cieszą się uznaniem znawców.
Zaprojektowane jako pierwsze, witraże z okien w chórze łączą ikonograficznie sceny z życia Jezusa Chrystusa i Marii z Nazaretu ze scenami z życia patronów kościoła, Kastora i Rizzy.
Witraże w oknach naw bocznych ukazują dzieła miłosierdzia, ilustrowane wydarzeniami z życia Jezusa Chrystusa. Przeszklenia okien nawy głównej i naw bocznych, a także dwóch zewnętrznych osi chóru mają ozdobne motywy medalionów. Stettner zastosował w nich średniowieczną kolorystykę, a przy tym dobrze je połączył z duchem XX wieku.
Okrągłe okno nad portalem północnym przedstawia wygnanie z Raju (w średniowieczu w oknie tym znajdował się motyw ze Starego Testamentu). W znajdującym się w nawie południowej Piusfenster (pol. „Okno Piusa”) widnieje napis: Die Einführung der Kinderkommunion (pol. „Wprowadzenie komunii dla dzieci”). W 1954 roku Alois Stettner wykonał w oknie na zachodniej ścianie obraz Das jüngste Gericht (pol. „Sąd Ostateczny”).

### Organy

#### Historyczne organy
Pierwsze organy w kościele św. Kastora zamontowano już w 1422 roku. Kolejne organy zostały zbudowane przez brata zakonnego Leonharda Metza i organmistrza Boosa w 1489 roku.
W 1769 roku bracia Stummowie zbudowali organy z dwoma manuałami na drewnianej emporze zachodniej. Instrument ten był kilkakrotnie rozbudowywany – najpoważniejsza rozbudowa miała miejsce w 1929 roku. Posiadał wiatrownicę zasuwową, a traktura zarówno gry, jak i głosów była w nim mechaniczna. Liczba głosów wynosiła 39. Dyspozycja instrumentu była następująca:
| I. Echowerk C–d³                                                                  | II. Hauptwerk C–d³ | III. Positiv C–d³                                                                                               | Pedal C–g0                                                                                |
| Bordun 8′ Flaut 4′ Salicional 4′ Quinte 2²/3′ Oktave 2′ Trompete 8′ Vox humana 8′ | Großgedackt 16′ Principal 8′ Hohlpfeife 8′ Viola da Gamba 8′ Coppel 8′ Quintadena 8′ Oktave 4′ Fleut 4′ Salicional 4′ Quinte 2²/3′ Superoctav 2′ Terz 1³/5′ Mixtur 4f 1′ Cornet V 8′ Trompete 8′ B/D Vox angelica 2′ | Bourdon 8′ Flauta traversa 8′ Principal 4′ Flaut 4′ Quinte 2²/3′ Oktave 2′ Mixtur 4f Krummhorn 8′ Vox humana 8′ | Violonbass 16′ Subbass 16′ Principal 8′ Octavbass 4′ Posaune 16′ Clarionbass 4′ Cornet 2′ |

W 1929 roku akwizgrański organmistrz Georg Stahlhuth dokonał znacznej rozbudowy organów braci Stummów, dodając do nich dwie sekcje boczne. Podczas rozbudowy wstawiono także wiatrownicę stożkową, zaś trakturę gry i głosów zmieniono na elektropneumatyczną (liczba głosów pozostała bez zmian). Organy przetrwały do 1944 roku, kiedy to w ramach działań związanych z II wojną światową empora zachodnia została trafiona bombą zapalającą i spłonęła wraz ze stojącym na niej instrumentem. Po ingerencji Stahlhutha dyspozycja instrumentu przedstawiała się następująco:
| I. Manual C–g³ | II. Manual C–g³ | III. Manual C–g³ | Pedal C–f1                                                                           |
| Bordun 16′ Principal 8′ Majorflöte 8′ Fugara 8′ Dulcian 8′ Gedackt 8′ Oktave 4′ Rohrflöte 4′ Oktave 2′ Mixtur III-IV Trompete 8′ | Principal 8′ Konzertflöte 8′ Salicional 8′ Gamba 8′ Vox coelestis 8′ Prästant 4′ Nachthorn 4′ Piccolo 2′ Cornet II-III-IV Dulcian 16′ Oboe 8′ Regal 4′ | Salicional 16′ Geigenprinzipal 8′ Quintatön 8′ Aeoline 8′ Unda maris 8′ Waldflöte 4′ Gemshornquinte 2²/3′ Terzflöte 1³/5′ Krummhorn 8′ | Principal 16′ Subbass 16′ Octavbass 8′ Cello 8′ Choralbass 4′ Mixtur III Posaune 16′ |

- Połączenia: Dowolne kombinacje

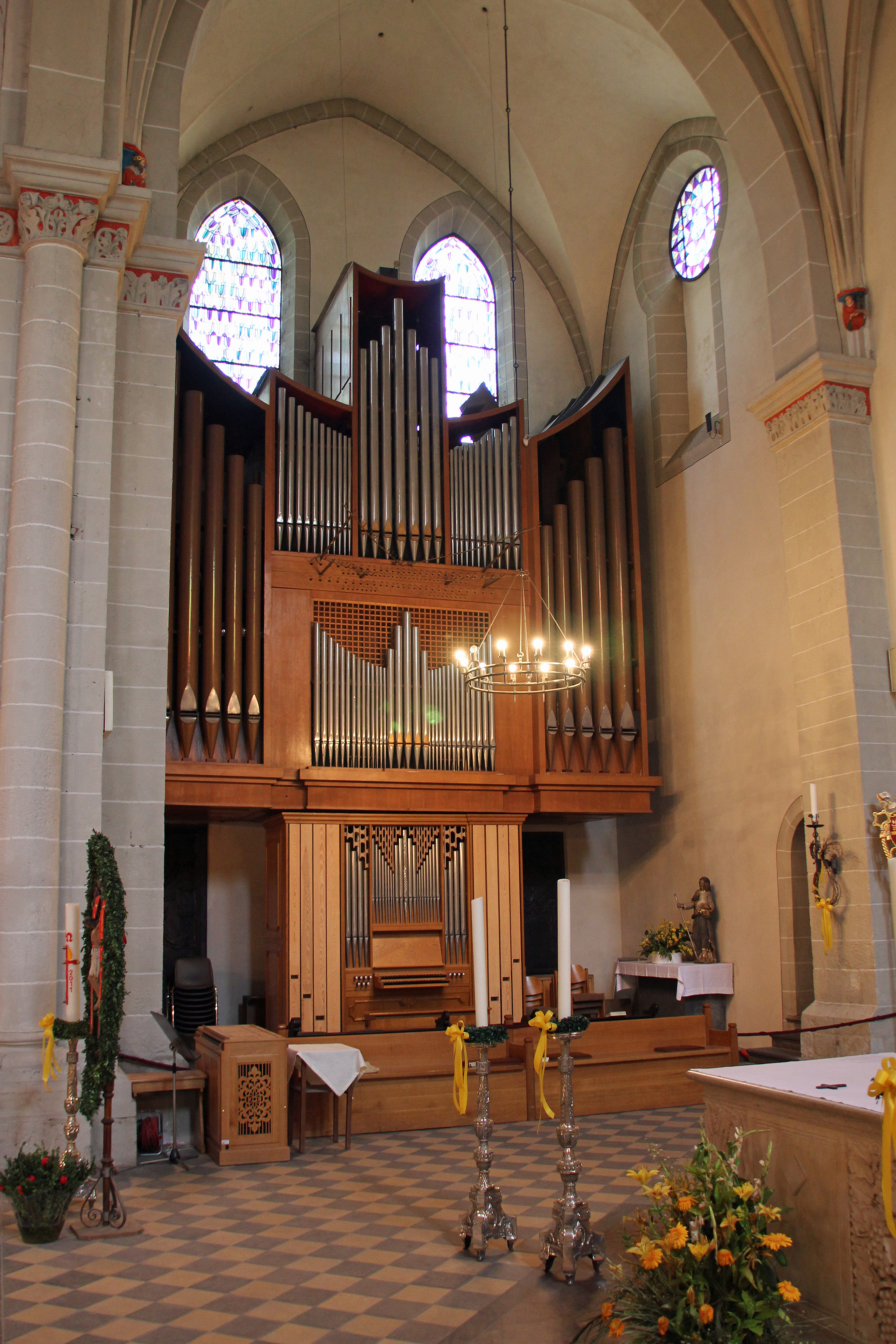
Organy firmy Gebr. Späth Orgelbau w 2011 roku

W 1962 roku, po odbudowie kościoła ze zniszczeń wojennych zakupiono od firmy Gebr. Späth Orgelbau z Mengen nowe organy i zamontowano je na czołowej ścianie północnej części transeptu. Instrument miał wiatrownicę stożkową i elektropneumatyczną trakturę gry oraz głosów. Liczba głosów początkowo wynosiła 35, a w późniejszym czasie została zwiększona do 37. Z powodu usterek technicznych już w 1989 roku organy zostały wycofane z użytku. W wyniku obszernych wykopalisk archeologicznych podczas trwającej w latach 90. XX wieku restauracji wnętrza, a także w trakcie powodzi organy ucierpiały tak bardzo, że jedynym sensownym rozwiązaniem była tylko budowa nowego instrumentu. Na realizację tego rozwiązania nie pozwolił jednak brak funduszy. W 2013 roku organy zostały zdemontowane i sprzedane. Obecnie znajdują się w kościele św. Gabriela w Abruzji we Włoszech. Podczas obecności w koblenckiej świątyni organy miały następującą dyspozycję:
| I. Hauptwerk C–g³ | II. Schwellpositiv C–g³ | III. Kronwerk C–g³ | Pedal C–f1 |
| Pommer 16′ Principal 8′ Holzflöte 8′ Oktave 4′ Gedecktflöte 4′ Nasat 2²/3′ Oktave 2′ Mixtur 6f 1³/5′ Spanische Trompete 8′ Spanische Clairon 4′ | Konzertflöte 8′ Gamba 8′ Prästant 4′ Nachthorn 4′ Blockflöte 2′ Nasat 11/3′ Sesquialter 2f Scharff 4f 1′ Schweizer Trompete 8′ Tremulant | Gedackt 8′ Quintadena 8′ Waldflöte 4′ Singend Principal 2′ Terz 1³/5′ Oktave 1′ Cymbel 3f 1/4′ Krummhorn 8′ Tremulant | Principal 16′ Subbass 16′ Pommer 16′ (Transm. 1) Spillpfeife 8′ Rohrgedackt 8′ Choralbass 4′ Sopran 2′ (Ext. Choralbass 4′) Cantus Firmus 4f 4′ Bombarde 16′ Trompete 8′ |

- Połączenia: II/I, III/I, III/II, I/P, II/P, III/P, 2 dowolne kombinacje, Cymbelstern

#### Organy chórowe

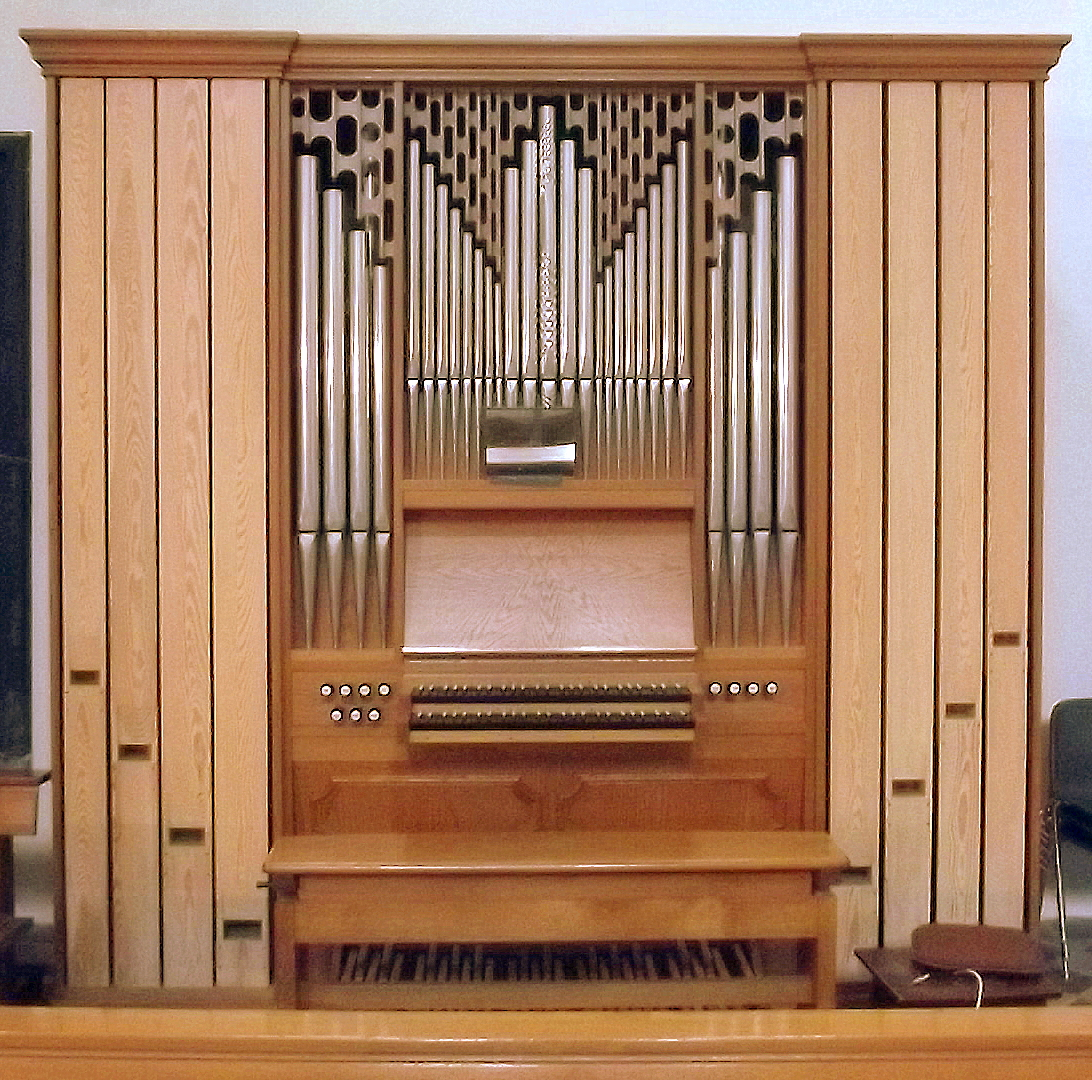
Organy chórowe w 2014 roku

W 1990 roku jako rozwiązanie prowizoryczne zakupiono małe organy chórowe od manufaktury Hugo Mayer Orgelbau z Heusweiler i ustawiono je pod wycofanym z użytku rok wcześniej instrumentem. Organy te charakteryzują się wiatrownicą zasuwową oraz mechaniczną trakturą gry i głosów, których liczba wynosi 11. Mają one następującą dyspozycję:
| I. Hauptwerk C–g³                                    | II. Positiv C–g³                                            | Pedal C–f1                            |
| Rohrflöte 8′ Prästant 4′ Waldflöte 2′ Mixtur 3-4f 2′ | Holzgedackt 8′ Blockflöte 4′ Doublette 2′ Spitzquinte 11/3′ | Subbass 16′ Rohrpommer 8′ Gemshorn 4′ |

- Połączenia: II/I, I/P, II/P

#### Organy główne

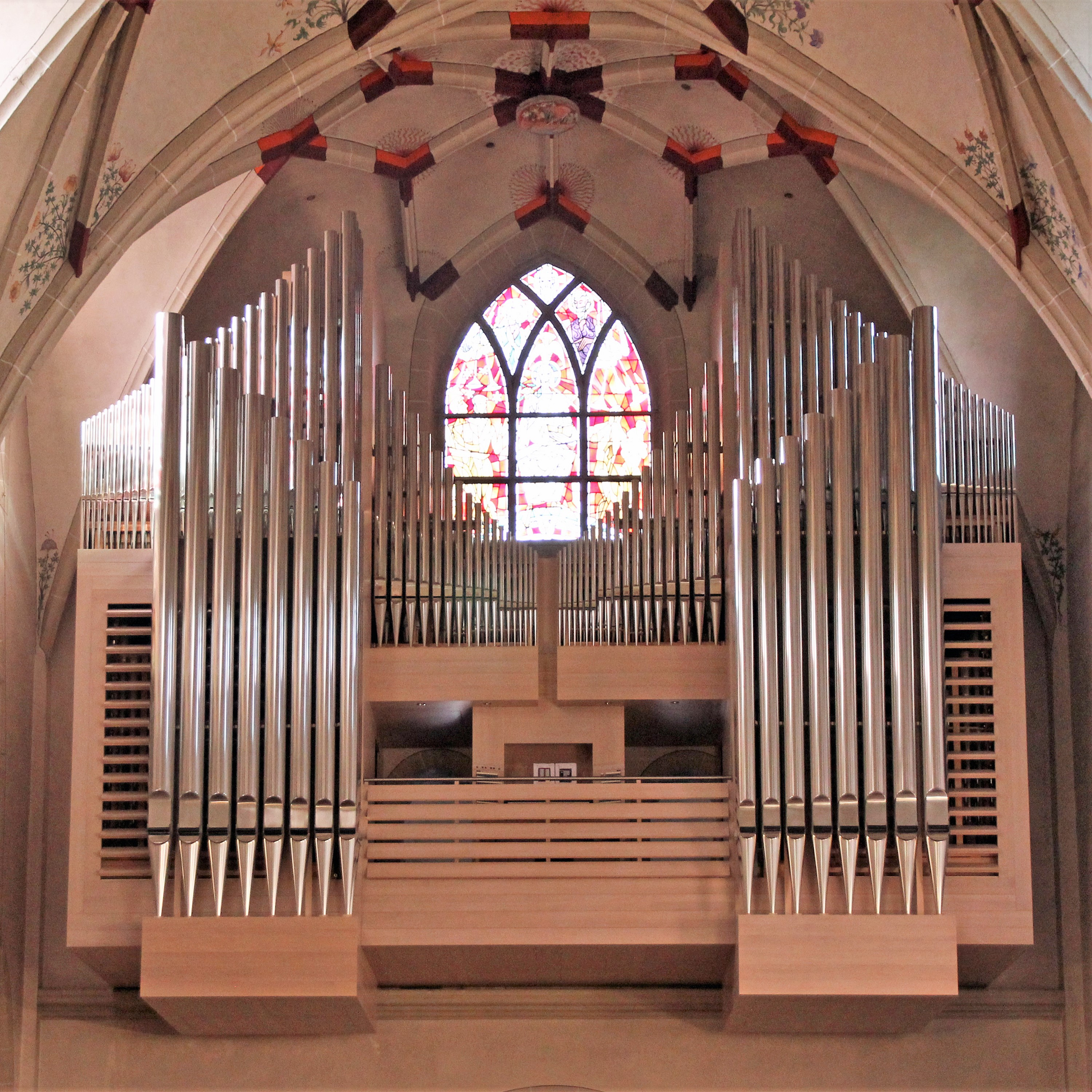
Organy główne w 2014 roku

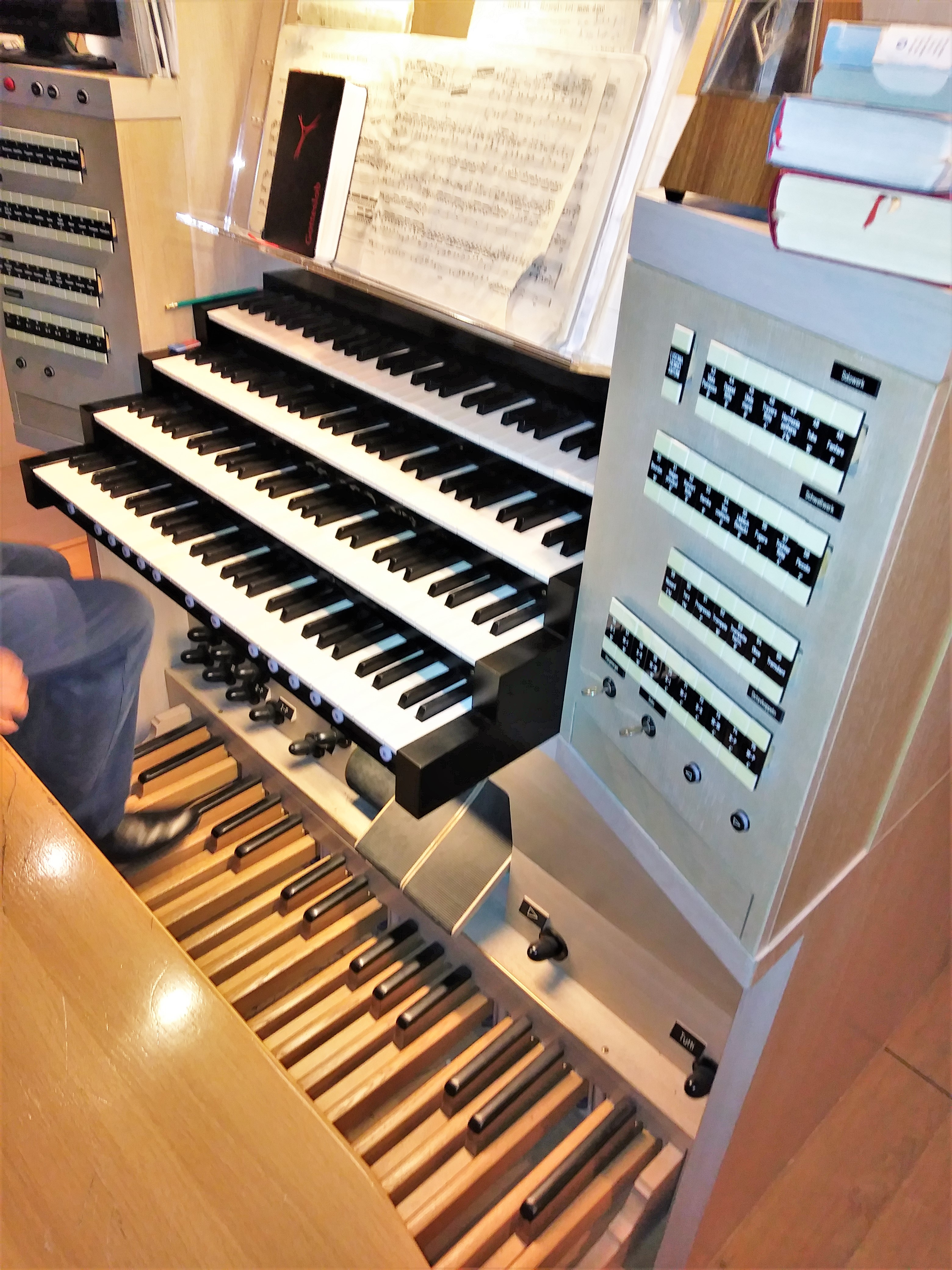
Manuały i pedał organów głównych

Organy główne zostały zbudowane przez manufakturę Hugo Mayer Orgelbau w okresie od 13 stycznia do września 2014 roku. Powstały na konstrukcji ze stalowych dźwigarów, ustawionej przy ścianie zachodniej i opartej na ścianach wież. Między lipcem a wrześniem 2014 roku przeprowadzono intonację organów, z kolei 2 listopada tego roku instrument został poświęcony przez proboszcza Stephana Wolffa.
Organy charakteryzują się 4 manuałami z ambitusem każdorazowo wynoszącym 58 nut i pedałem o ambitusie 32 nut. Posiadają wiatrownicę zasuwową, traktura ich gry jest mechaniczna, a traktura głosów – elektryczna. Liczba głosów instrumentu wynosi 52. Głosy są podzielone na 44 głosy właściwe z samodzielnymi rzędami piszczałek, 7 wyciągów registrowych i jedną transmisję pedału. Każdy z wyciągów registrowych posiada 12 własnych piszczałek, pozostałe dźwięki są zapożyczone z innych głosów pedału. Transmisja z kolei stanowi techniczne urządzenie, które umożliwia piszczałkom załączenie głosu Prästant 4′ z Hauptwerka bez użycia połączeń, również na pedale.
Pod względem brzmieniowym organy główne bazyliki św. Kastora reprezentują typ „organów symfonicznych”. Oznacza to, że brzmienie organów jest zasadniczo orkiestrowe: ten typ organów charakteryzuje się fuzją dźwięków i wyrazistą dynamiką. Jednak jeśli chodzi o intonację instrumentu, tak samo dużą wagę przywiązuje się do wyraźnych cech pojedynczych głosów, gdyż samo podwojenie dźwięku oznacza ograniczenia w różnorodności dźwięków.
W skład organów wchodzi ogółem 3679 pojedynczych piszczałek. 298 z nich jest wykonanych z drewna dębowego i jodłowego. Pozostałe są stworzone ze stopu cyny i ołowiu, z czego w stopie użytym do wykonania 172 piszczałek jest 82% cyny, w stopie z 2763 piszczałek jest 75% tego metalu, zaś w tym z 446 piszczałek jest obecne 40% zawartości cyny. Różne materiały użyte do wykonania piszczałek służą do kształtowania charakterystyki dźwiękowej pojedynczych głosów poprzez wybór materiału. Największą piszczałką organów jest widoczna w prospekcie piszczałka C z głosu Principalbass 16′ o łącznej długości 6 m. Najmniejszą z kolej jest ta obecna w głosie Cymbel III 1′ – charakteryzuje się długością dźwięku wynoszącą zaledwie 5 mm. Najniższym dźwiękiem w organach jest C w głosie Untersatz 32′ o częstotliwości wynoszącej 16 Hz. Wysokość tego dźwięku znajduje się na dolnej granicy ludzkiej słyszalności. Pierwsze 12 piszczałek głosów pedałowych znajduje się w osobnej komorze, mieszczącej się pod poddaszem północnego clerestorium. Dźwięk dociera do dalszej części wnętrza kościoła przez 2 otwory w północnej ścianie nawy głównej, na prawo od organów.
Obudowa organów ma 9 m szerokości, 7,95 m wysokości i 2,6 m głębokości. Za jej projekt odpowiada profesor Ulrich Hahn z akwizgrańskiego biura architektonicznego Hahn und Helten. Hahn bardzo rozważnie współpracował z organmistrzem Stephanem Mayerem, z jednej strony określając proporcje instrumentu tak, aby nie zakłócały równowagi architektury kościelnego wnętrza, z drugiej zaś strony uwzględniając muzyczne i konstrukcyjne wymagania sztuki budowy organów. Obudowa instrumentu jest wykonana ze specjalnie dobranego drewna dębowego. Drewno to zostało poddane długotrwałemu procesowi naturalnego suszenia, które nadało mu szczególną odporność na zmiany klimatyczne. Drewniane powierzchnie są pokryte białym laserunkiem, co ogranicza naturalny proces ciemnienia drewna dębowego, a także nadaje optycznej lekkości mającemu znaczne rozmiary prospektowi organowemu.
Chociaż organy są zbudowane w oparciu o tradycyjne techniki budowy tego typu instrumentów, posiadają również bardzo nowoczesne elektryczne pomoce do gry, istotnie ułatwiające organistom obsługę instrumentu. Wśród takich pomocy znajduje się na przykład urządzenie setzera obsługiwane za pomocą ekranu dotykowego, wbudowanego w stół do gry. Inną zaletą organów jest wbudowana funkcja nagrywania i odtwarzania.
Organy mają następującą dyspozycję:
| I. Hauptwerk C–a³ | II. Positiv C–a³ | III. Schwellwerk C–a³ | IV. Solo C–a³                                                                                                   | Pedal C–g1 |
| Prästant 16′ Principal 8′ Viola da Gamba 8′ Gedackt 8′ Oktave 4′ Hohlflöte 4′ Quinte 2²/3′ Superoctave 2′ Mixtur IV 11/3′ Cornett V 8′ Trompete 8′ Tremulant | Italienisch Principal 8′ Salicional 8′ Bourdon 8′ Weitoctav 4′ Rohrflöte 4′ Flageolet 2′ Cymbel III 1′ Fagott 16′ Clarinette 8′ Tremulant | Bourdon 16′ Geigenprincipal 8′ Konzertflöte 8′ Gamba 8′ Vox coelestis 8′ Lieblich Gedackt 8′ Fugara 4′ Trichterflöte 4′ Nasard 2²/3′ Piccolo 2′ Terz 1³/5′ Progressio III-V 2′ Trompete 16′ Trompette harmonique 8′ Oboe 8′ Tremulant | Viola pomposa 8′ Doppelflöte 8′ Unda maris 8′ Traversflöte 4′ Harmonia aetheria III-V 2²/3′ Tuba 16′ Fanfare 8′ | Untersatz 32′ Principalbass 16′ Prästant 16′ Subbass 16′ Octavbass 8′ Weitgedackt 8′ Tenoroctave 4′ Posaune 16′ Trompete 8′ Clarine 4′ |

- Połączenia:
  - Normalkoppeln: II/I (mechaniczne), II/I, III/I (mechaniczne), III/I, IV/I, III/II (mechaniczne), III/II, IV/II, IV/III, I/P, II/P, III/P, IV/P
  - Suboktavkoppeln: III/I, III/III, IV/I, IV/IV
  - Superoktavkoppeln: III/I, III/III, IV/I, IV/IV, III/P, IV/P
- Wspomaganie gry: sterowany za pomocą ekranu dotykowego setzer, mający 5x10 000 pojedynczych kombinacji; 4 oddzielne bloki kombinacji ze spersonalizowaną pamięcią USB; kontroler MIDI ze zintegrowanymi funkcjami nagrywania i odtwarzania
- Dodatkowy głos: Luscinia Henrici Antonii[l]

### Pozostałe wyposażenie
- Obraz tablicowy Brigitten-Madonna, przedstawiający Marię z Nazaretu i znajdujący się w drugim trakcie południowej części korpusu nawowego. Obraz ten został wykonany w Czechach lub przez czeskiego artystę, a jego powstanie jest datowane na okres od 1350 do 1410 roku[12]. Od 1672 roku możliwa jest weryfikacja historii obrazu. Wówczas był własnością biskupa pomocniczego Ottona Reinholda von Andrimota, który zawiózł go do Wetzlaru gdy został wybrany na dziekana tamtejszej kolegiaty Najświętszej Marii Panny[12]. Dzieło pozostawało w Wetzlarze do czasu sekularyzacji z lat 1802–1803, podczas której trafiło w prywatne ręce. W 1822 roku obraz znalazł się w posiadaniu tajnego radcy medycznego, Josepha Marii Settegasta, z kolei 26 lutego 1836 roku został własnością boromeuszek opiekujących się pacjentami koblenckiego hospicjum, które wraz z klasztorem należało do parafii św. Kastora[12]. Od 1849 roku obraz znajduje się w kościele św. Kastora[12].
- Szesnaście obrazów tablicowych, wiszących na południowej ścianie transeptu. Obrazy te zostały wykonane techniką olejną na drewnie jodłowym[23]. Mają 48 cm szerokości i 94 cm wysokości. Czas ich powstania oraz twórca nie są znane, jednak zgodnie z przypuszczeniami ekspertów mogły zostać stworzone pod koniec XV wieku[23]. Z dużą dozą prawdopodobieństwa obrazy pierwotnie zdobiły barierkę chóru między skrzyżowaniem naw, a transeptem. Dopiero w XIX wieku przeniesiono je do obecnego miejsca[23]. W 1955 roku, podczas restauracji wnętrza kościoła obrazy zostały zdjęte, a następnie oczyszczone i odrestaurowane przez trewirską konserwatorkę Ute Dietzen-Seitz[23]. Obrazy przedstawiają, ukazane w połowie, postaci dwunastu apostołów, Jezusa Chrystusa, Marii z Nazaretu, świętego Kastora i błogosławionej Rizzy[12][10][23]. Każdy z dwunastu apostołów został namalowany z własnym atrybutem, a w górnej części wszystkich przedstawiających ich obrazów znajdują się filakterie. Pod postaciami apostołów są zapisane części symbolu wiary[23]. Początkowa część symbolu znajduje się na obrazie z Piotrem: Ich glaube an den einen Gott (pol. „Wierzę w jednego Boga”), zaś końcowa na obrazie z Mateuszem: und das Ewige Leben. Amen. (pol. „i żywot wieczny. Amen.”). Na obrazie z Tomaszem widnieje z kolei jedna ze środkowych części symbolu: Am dritten Tage auferstanden von den Toten (pol. „Trzeciego dnia zmartwychwstał.”)[23].
- Ołtarz główny z dużym krucyfiksem odlanym z brązu przez norymberskiego rzeźbiarza Georga Schweiggera w 1685 roku[10][12].
- Prawy ołtarz boczny z marmurowym krucyfiksem, wykonanym w 1709 roku[12][10].
- Ambona, charakteryzująca się bogatymi zdobieniami i pochodząca z 1625 roku. Być może jej twórcą jest Peter Kern z Koblencji[12]. Znajdują się na niej reliefy ukazujące czterech ewangelistów oraz pełnopostaciowe przedstawienia Dobrego Pasterza i czterech Ojców Kościoła. Obecna jest przy niej także balustrada wykonana z kutego żelaza[12].
- Chrzcielnica z czerwonego marmuru z mosiężną pokrywą, pochodząca z XVIII wieku[10][12].
- Dwie wykonane z białego marmuru rzeźby położone po obu stronach zachodniego wejścia i pochodzące z drugiej połowy XVIII wieku[12][10]. Prawdopodobnie przedstawiają świętego Joachima i świętą Annę[10].
- Obraz łaski namalowany na początku XV wieku[12][10].
- Dwa przedstawiające świętego Kastora i świętego Goara obrazy, powstałe około 1780 roku[10][12].
- Relikwiarz błogosławionej Rizzy, wykonany w 1906 roku[24].

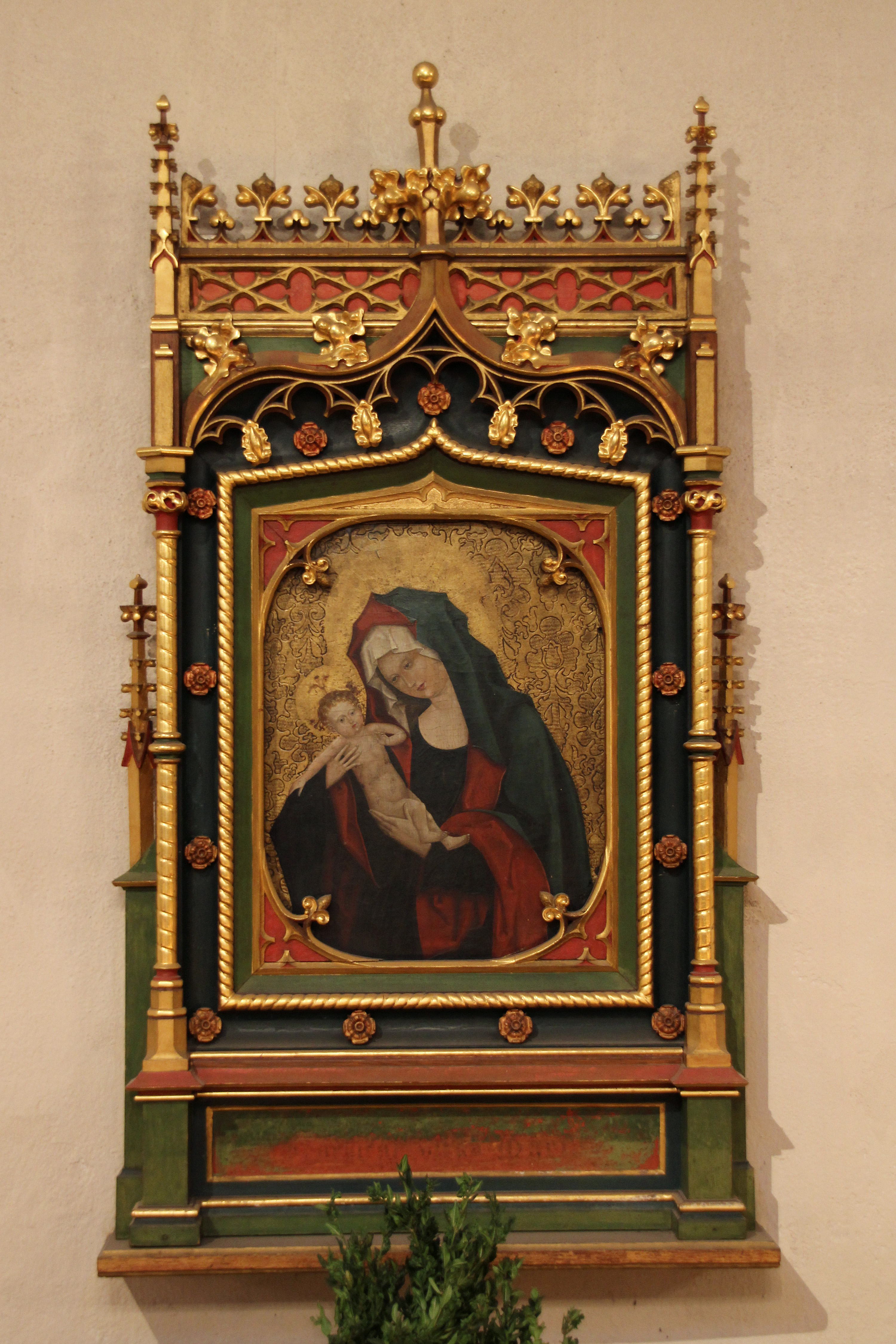
Obraz tablicowy Brigitten-Madonna
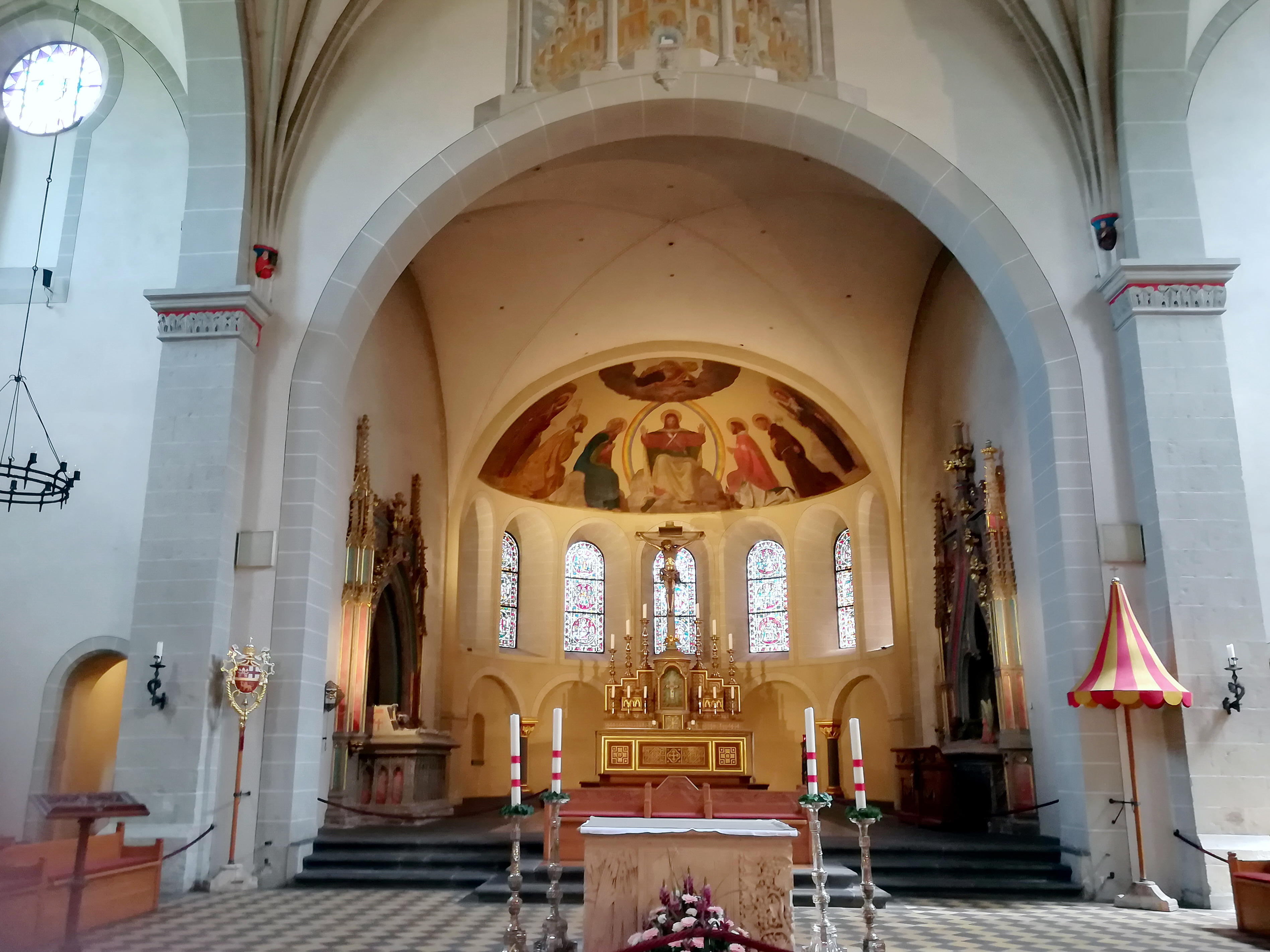
Ołtarz główny
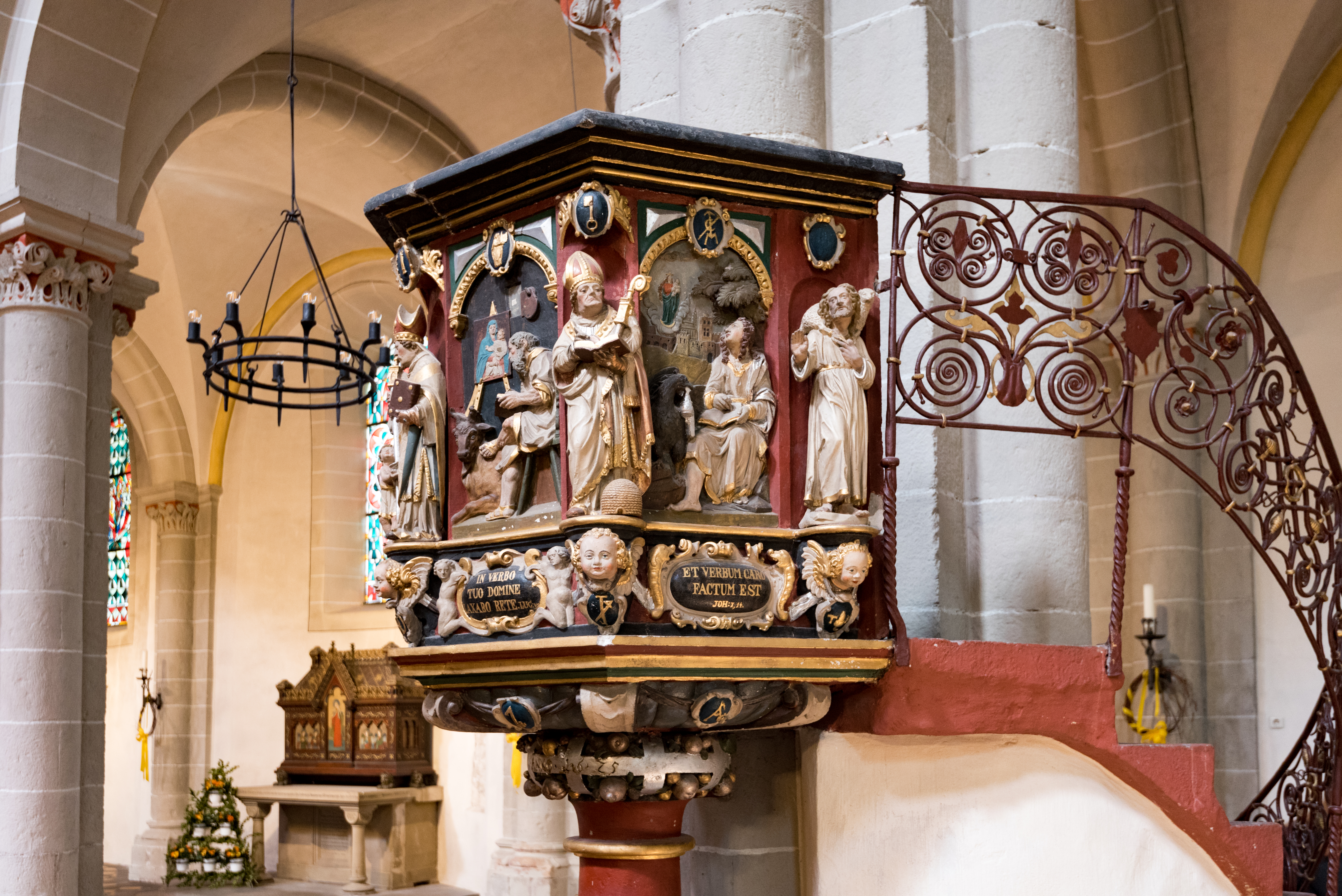
Ambona
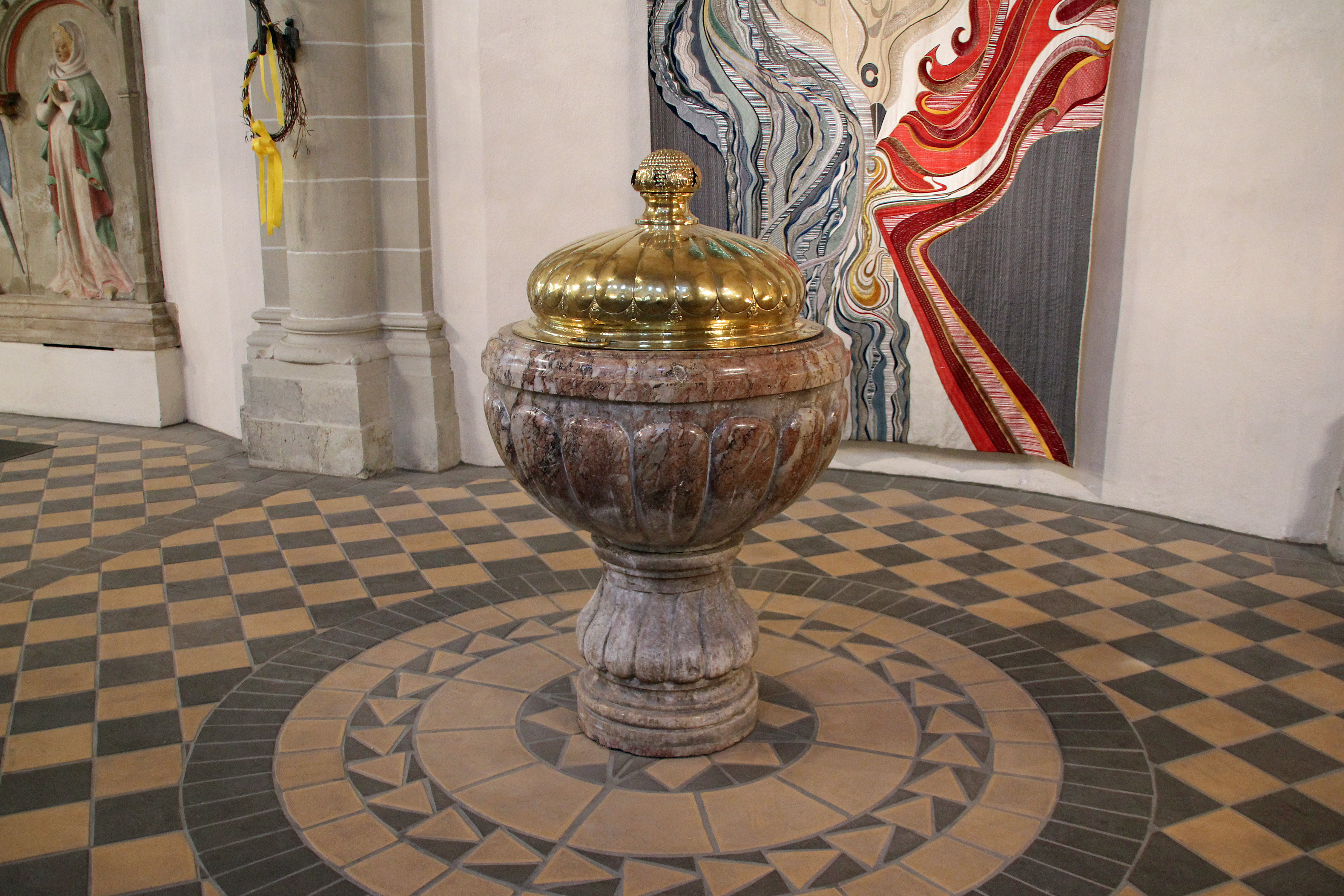
Chrzcielnica
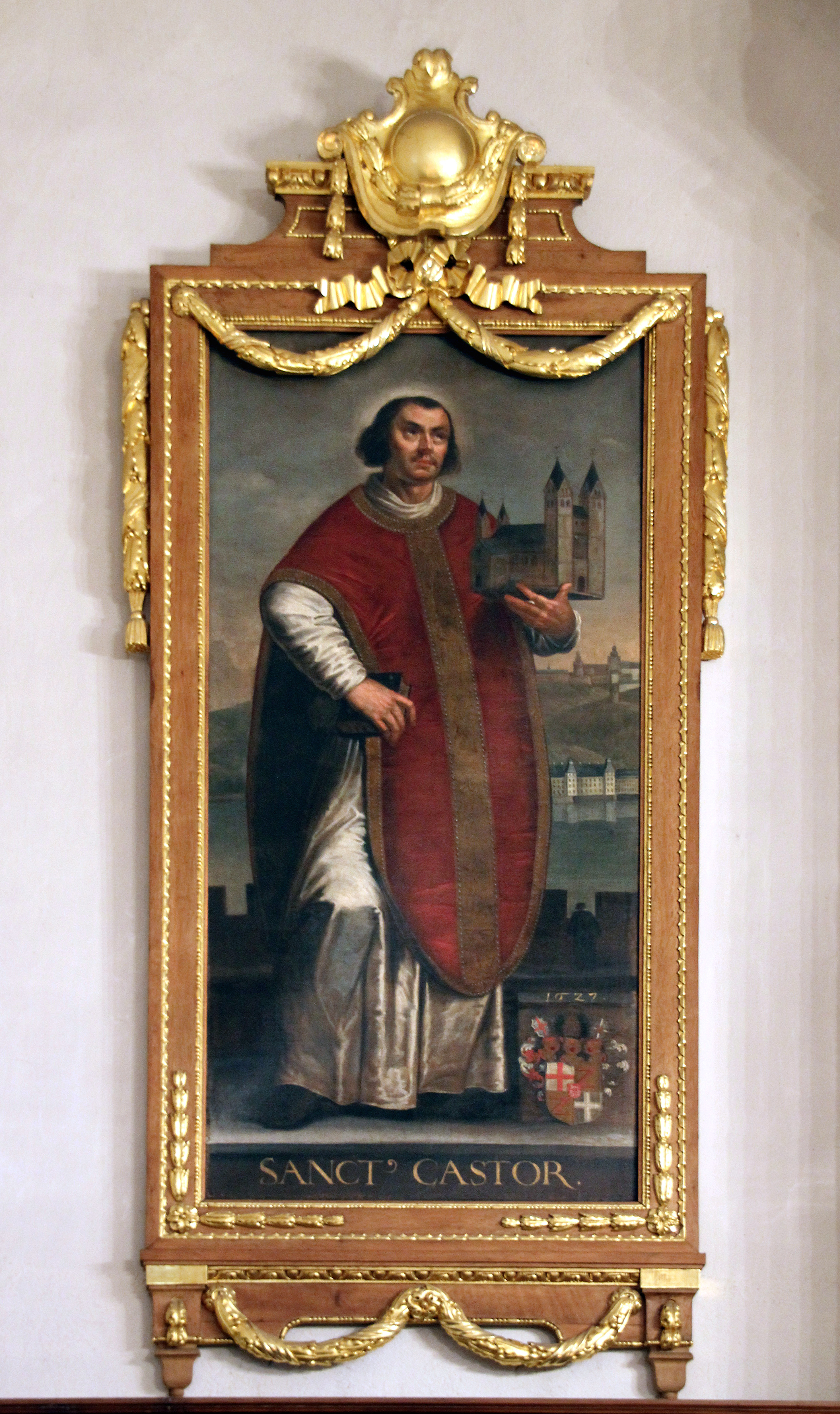
Obraz świętego Kastora
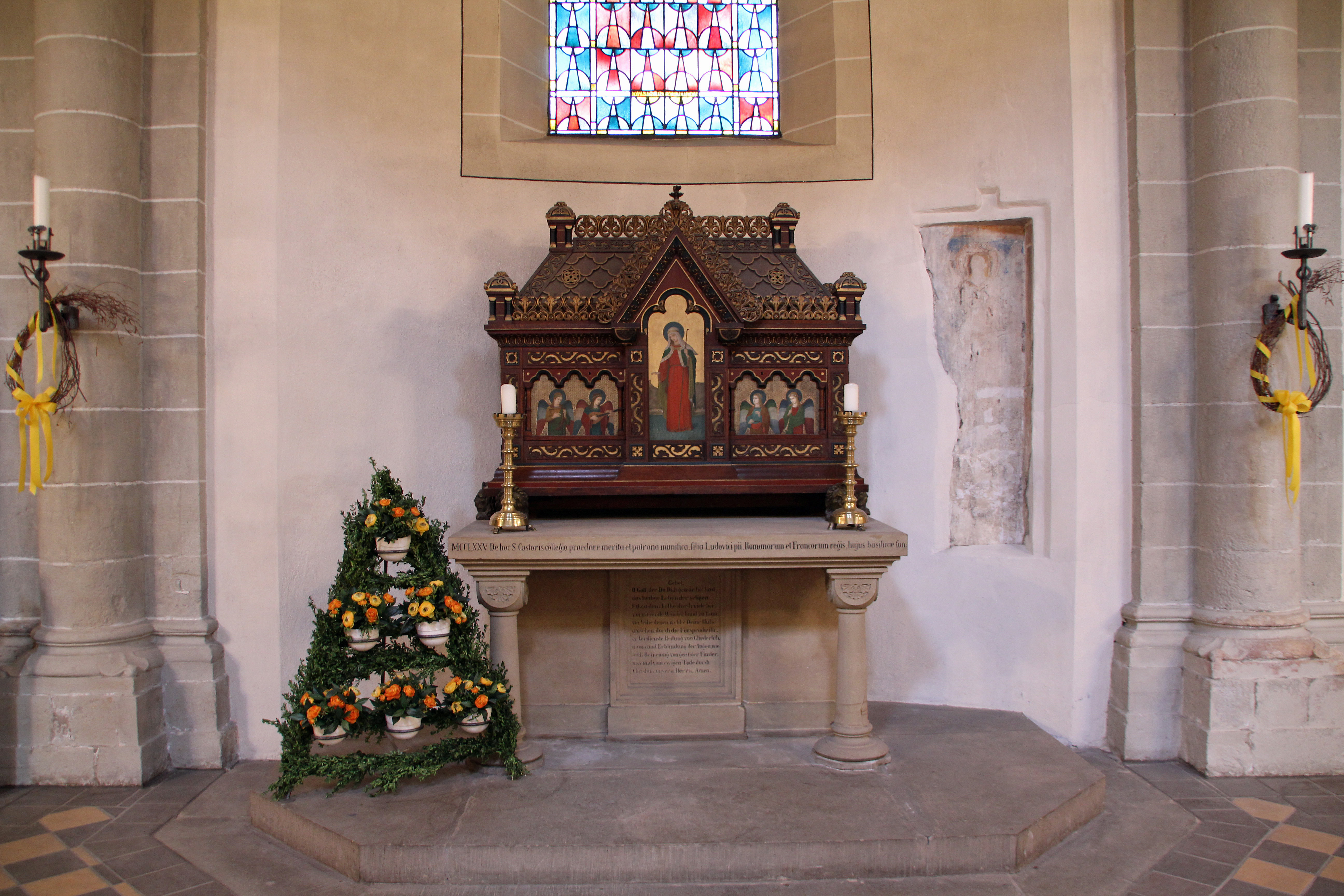
Relikwiarz błogosławionej Rizzy

### Nagrobki i epitafia
- Nagrobek arcybiskupa Trewiru Kuna II z Falkensteinu[12][10].
- Nagrobek arcybiskupa Trewiru Wernera z Falkensteinu[12][10].
- Nagrobek scholastyka (możliwe, że Theodericha von Montabaura)[12].
- Podwójny nagrobek amtmanda Friedricha von Sachsenhausena (zm. 1411) i jego żony Sophie Schenk von Liebenstein[12][16].
- Płyta nagrobna Margi von Helfenstein (zm. 1471)[12].
- Nagrobek rycerza Johanna von Schönborna z drugiej połowy XV wieku[12][10].
- Drewniane epitafium z figuratywnym ukrzyżowaniem, stworzone około 1530 roku[12].
- Nagrobek dziekana Maternusa Gillenfelda (zm. 1607)[12][10].
- Liczne płyty nagrobne z XVII i XVIII wieku[12].

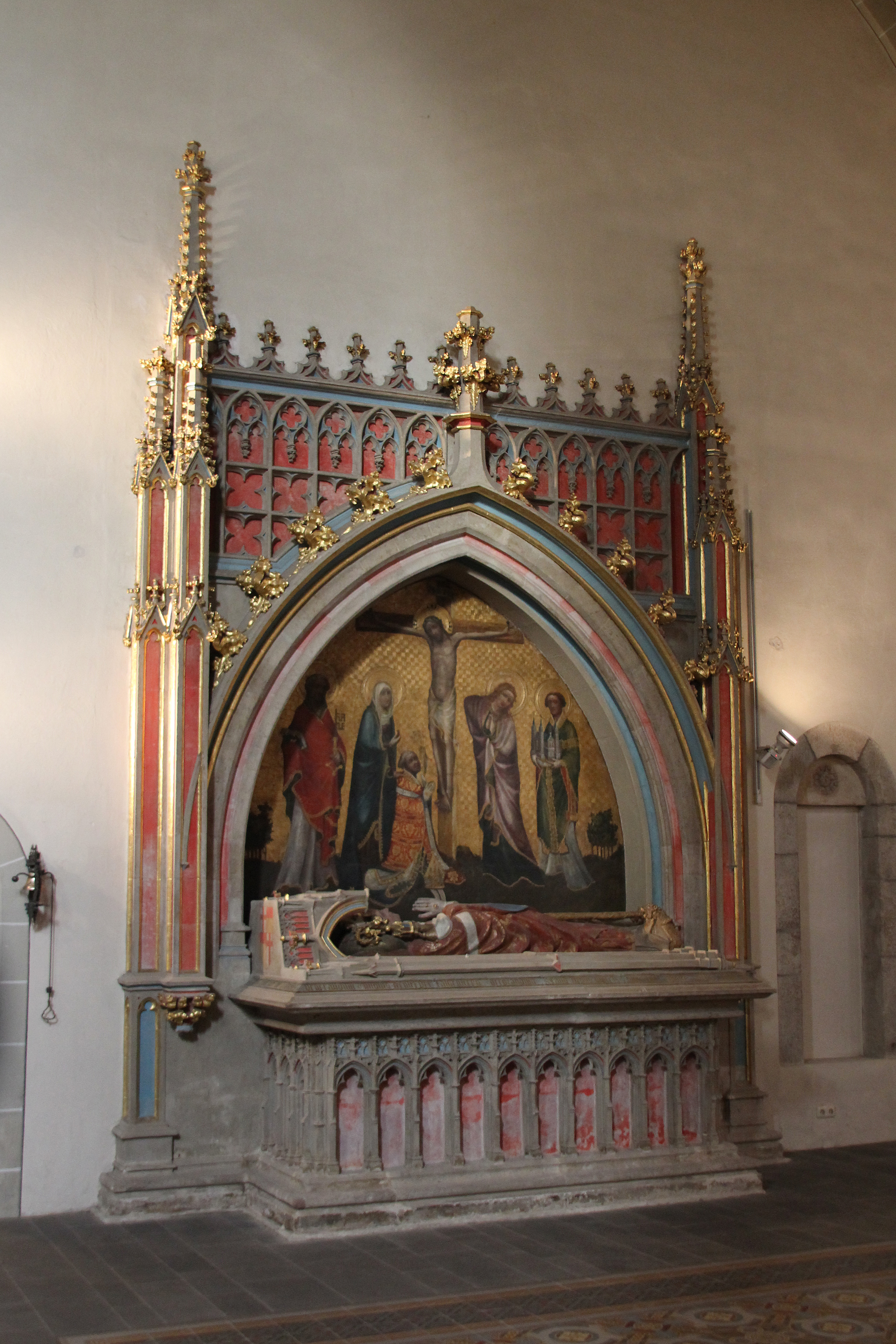
Nagrobek Kuna II z Falkensteinu
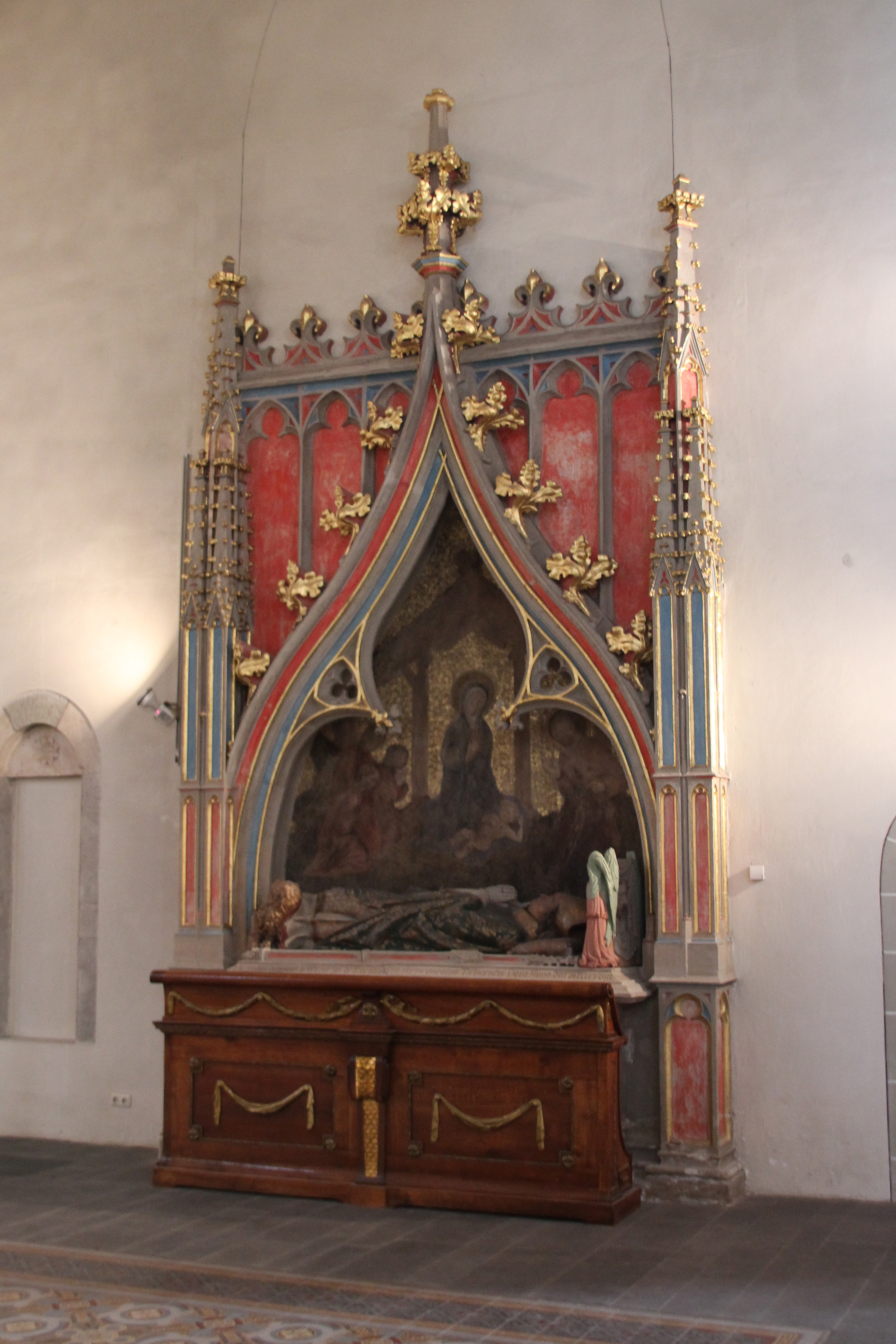
Nagrobek Wernera z Falkensteinu
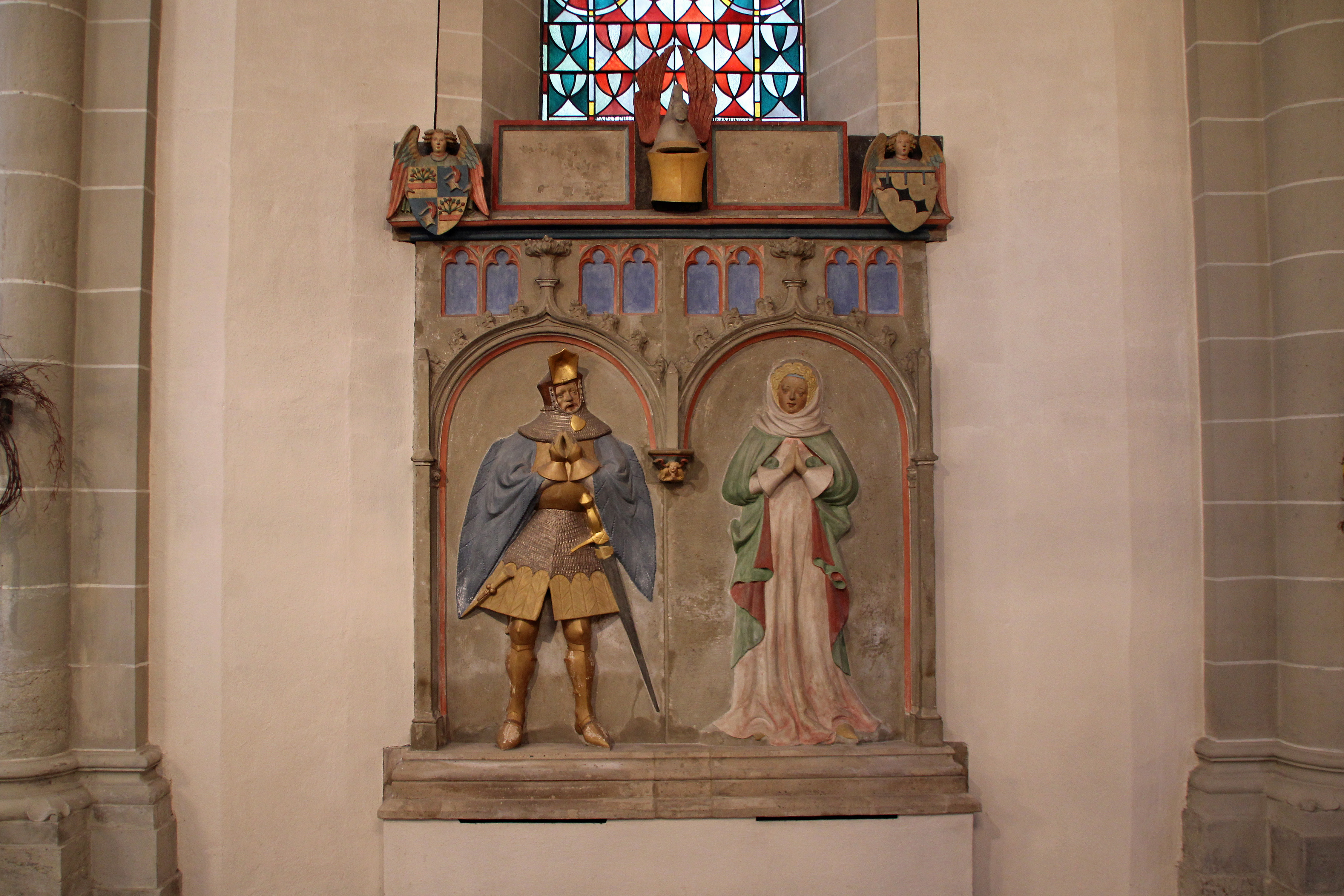
Nagrobek Friedricha von Sachsenhausena i jego żony
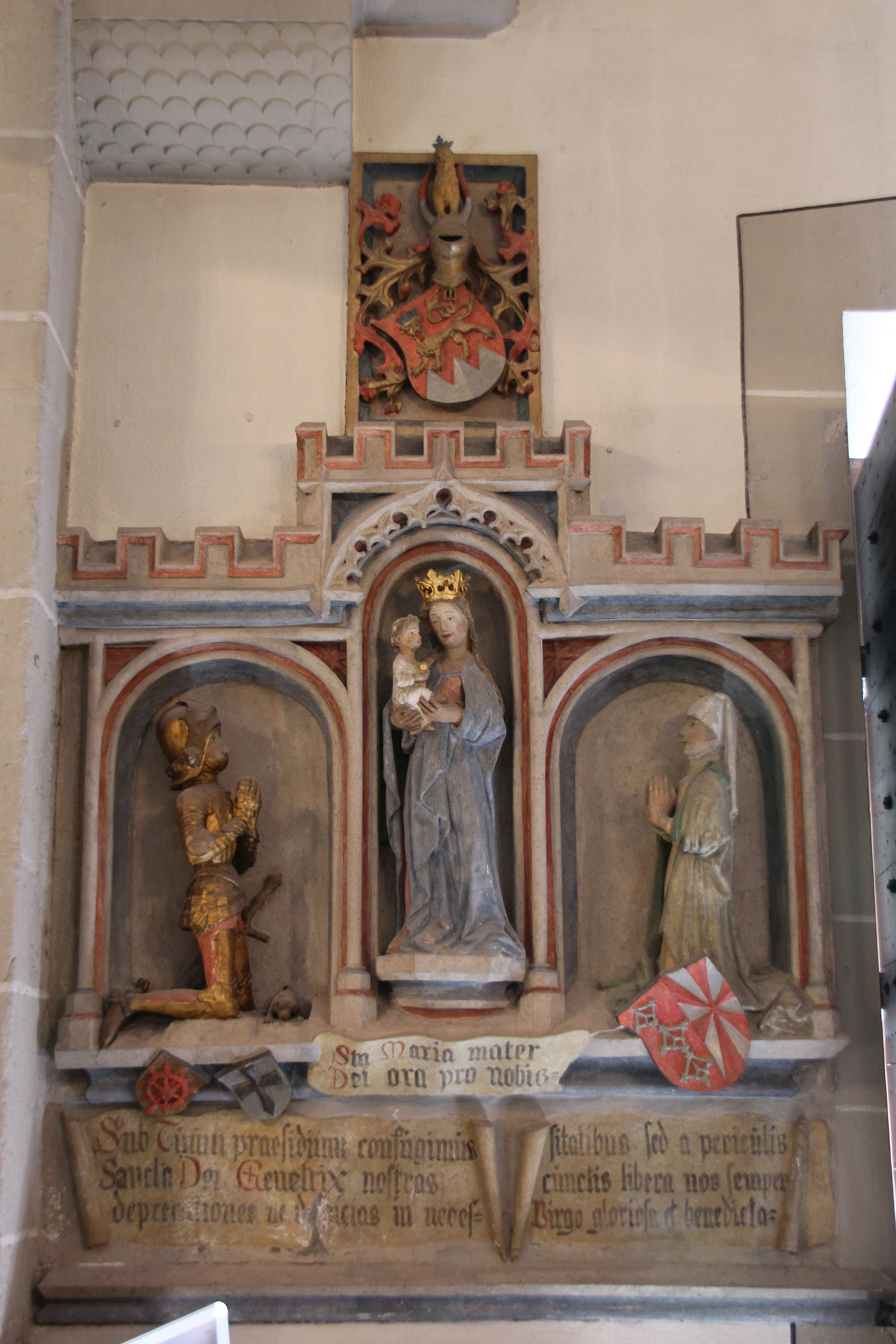
Nagrobek Johanna von Schönborna
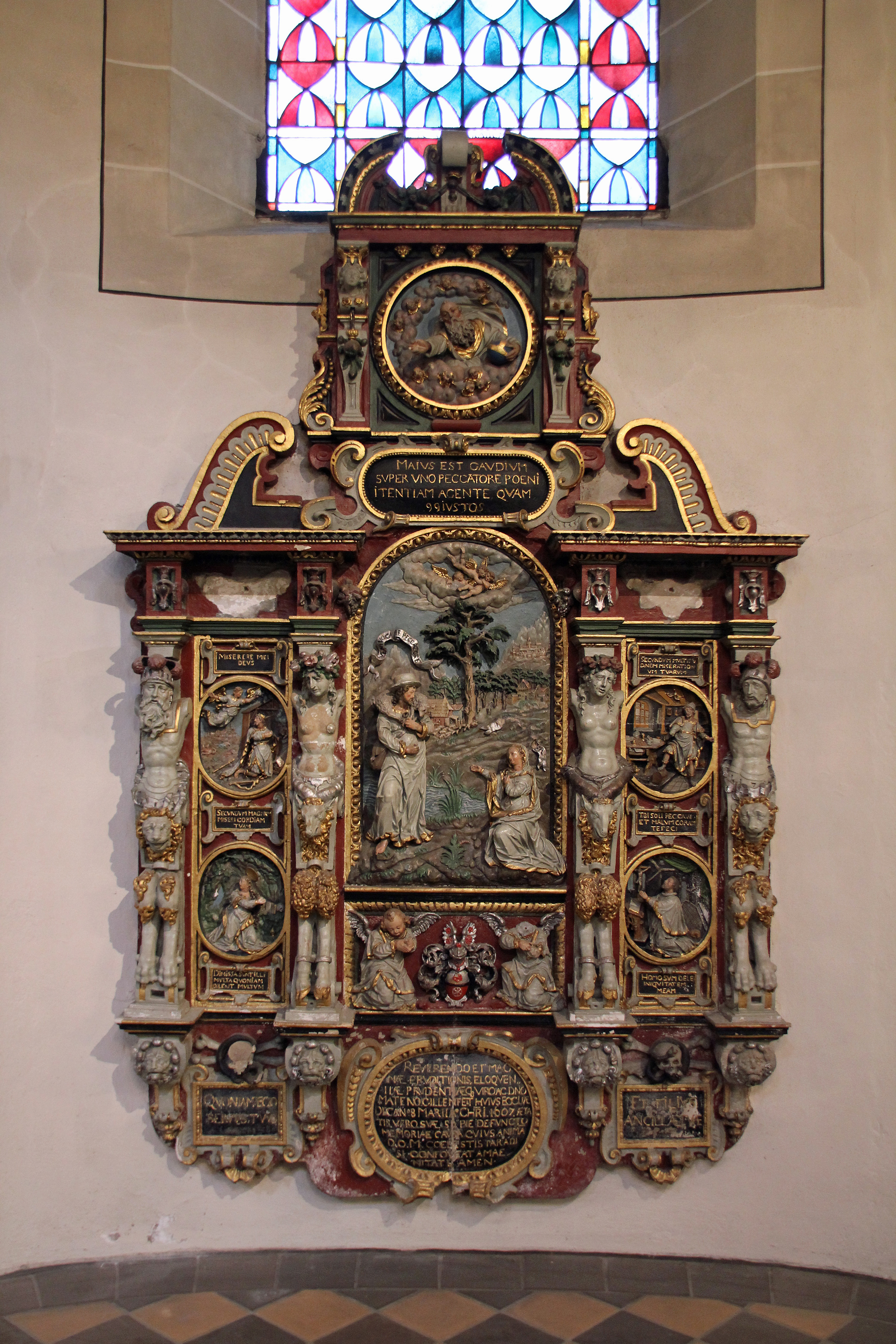
Nagrobek Maternusa Gillenfelda

## Dzwony
Pierwsze dzwony znajdowały się w kościele św. Kastora już w 1200 roku. Dokumenty wzmiankują o pracującym w 1286 roku dzwonniku Heinrichu zwanym Kunincem.
W XV wieku na wieżach kościoła było zawieszonych pięć dzwonów. Podczas wojny trzydziestoletniej dzwony te zostały skonfiskowane przez okupujących Koblencję Szwedów i przeznaczone na surowiec do budowy armat, jednak możliwe, że przed przetopieniem odkupili je kanonicy kościoła św. Kastora. W 1848 roku zlecono pochodzącemu z Akwizgranu odlewaczowi Raulowi Gaulandowi młodszemu odlanie czterech dzwonów po tym, jak wygrał odpowiedni konkurs. W 1891 roku do kościoła trafił piąty dzwon, odlany przez Andreasa Hamma z Frankenthal.
W czasie I wojny światowej udało się zapobiec konfiskacie dzwonów, jednak inaczej było w trakcie II wojny światowej. Podczas tego konfliktu, latem 1942 roku dzwony zostały zdjęte z polecenia władz nazistowskich, a następnie zabrane do miejsca zbiorczego w Hamburgu. W miejscu tym na przetop przeznaczano tylko młodsze dzwony, więc te z kościoła św. Kastora dotrwały do końca wojny, a po jej zakończeniu wróciły na swoje miejsce.
| Numer | Nazwa          | Dźwięk | Masa        | Średnica | Rok  | Twórca               | Miejsce                             | Źródło |
| ----- | -------------- | ------ | ----------- | -------- | ---- | -------------------- | ----------------------------------- | ------ |
| I     | Kastorglocke   | h*     | 2580 kg     | 162,7 cm | 1848 | Raul Gauland młodszy | Piąta kondygnacja wieży południowej | [ 25 ] |
| II    | Marienglocke   | cis’   | ok. 1640 kg | 139,9 cm | 1848 | Raul Gauland młodszy | Wieża północna                      | [ 25 ] |
| III   | Goarglocke     | d’     | ok. 1170 kg | 126,6 cm | 1848 | Raul Gauland młodszy | Wieża północna                      | [ 25 ] |
| IV    | Antoniusglocke | e’     | ok. 900 kg  | 119,8 cm | 1891 | Andreas Hamm         | Wieża południowa                    | [ 25 ] |
| V     | Johannesglocke | fis´   | 642 kg      | 102,4 cm | 1848 | Raul Gauland młodszy | Wieża północna                      | [ 25 ] |

## Zegar wieżowy
W archiwum parafii kościoła św. Kastora jest udokumentowany zakup zegara wieżowego w 1891 roku od fabryki zegarów wieżowych J. F. Weule w Bockenem. Z litografii Gastauera wynika jednak, że już w 1830 roku kościół miał zegar na wieży.
Obecny zegar wieżowy zainstalowano około 1952 roku. Został on wykonany przez Hörza w Ulm. Mechaniczny werk zegara znajduje się na drugiej kondygnacji wieży południowej. Werk ten mechanicznie wprawia w ruch wskazówki, a także uruchamia młotki odpowiadające za uderzenia kwadransowe i godzinowe. W 2010 roku wskazówki i cyferblat zostały pokryte nową warstwą złocenia.

## Otoczenie
W pobliżu bazyliki św. Kastora są pozostałości dawnych fortyfikacji miejskich. Przed świątynią znajduje się plac, na którym stoi klasycystyczna studnia Kastorbrunnen.

### Ogród

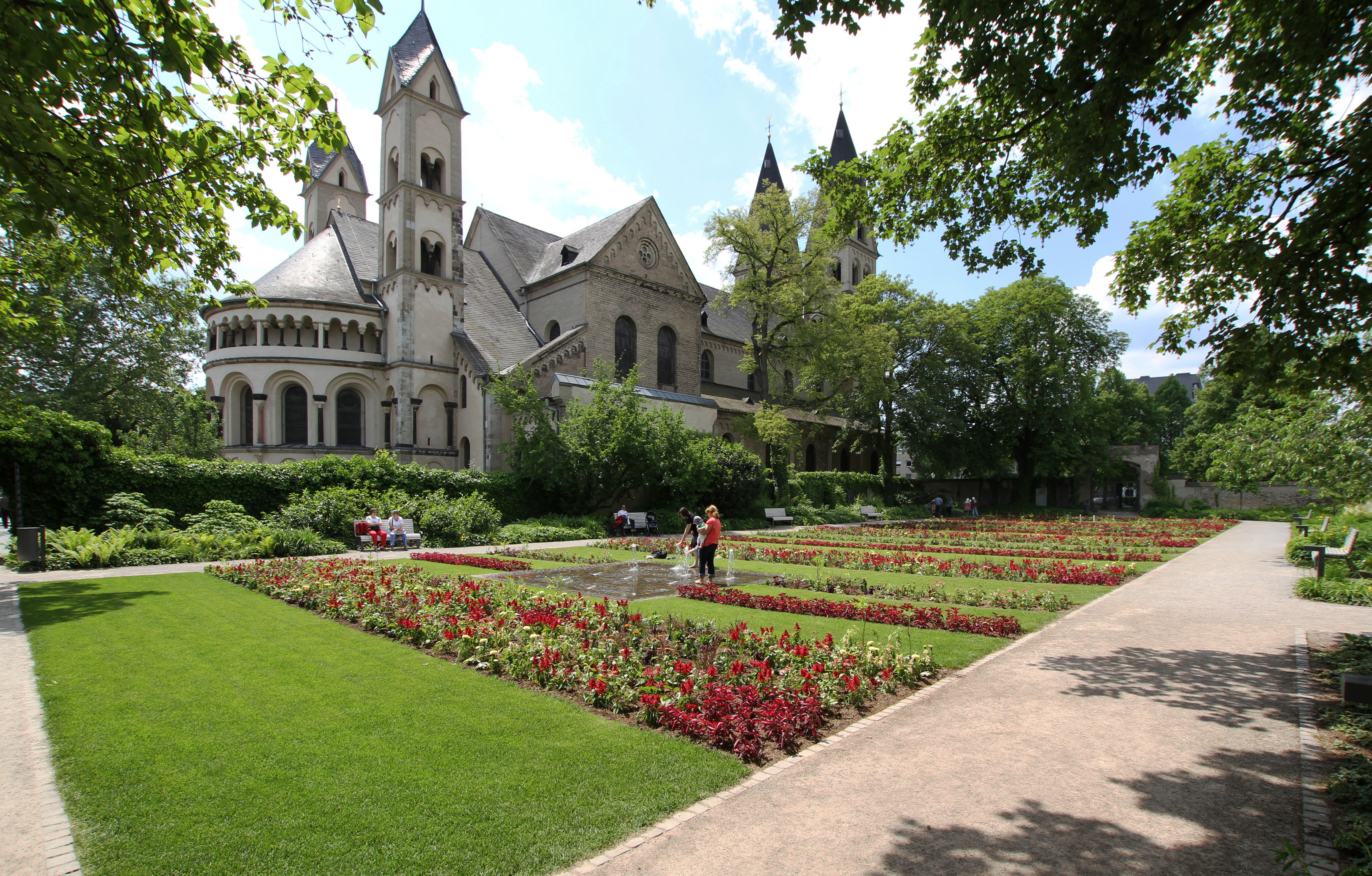
Ogród w 2013 roku

Wokół bazyliki św. Kastora rozciąga się ogród o nazwie Blumenhof (pol. „Dziedziniec kwiatowy”). Ogród ten jest podzielony na trzy obszary, które zostały przeprojektowane na potrzeby przeprowadzonego w 2011 roku Bundesgartenschau (pol. „Federalny Pokaz Ogrodniczy”): dziedziniec będącego siedzibą Ludwig Museum Deutschherrenhausu, stanowiący miejsce prezentacji sztuki i rzeźb w kontekście muzeum; „ogród kwiatowy” między Ludwig Museum, a bazyliką, na którym są obecne dwa obszary z fontannami i kwietnikami oraz południowy dziedziniec bazyliki, który jako najcichsze miejsce całego założenia ogrodowego podejmuje temat Hortus conclusus.

### Plebania

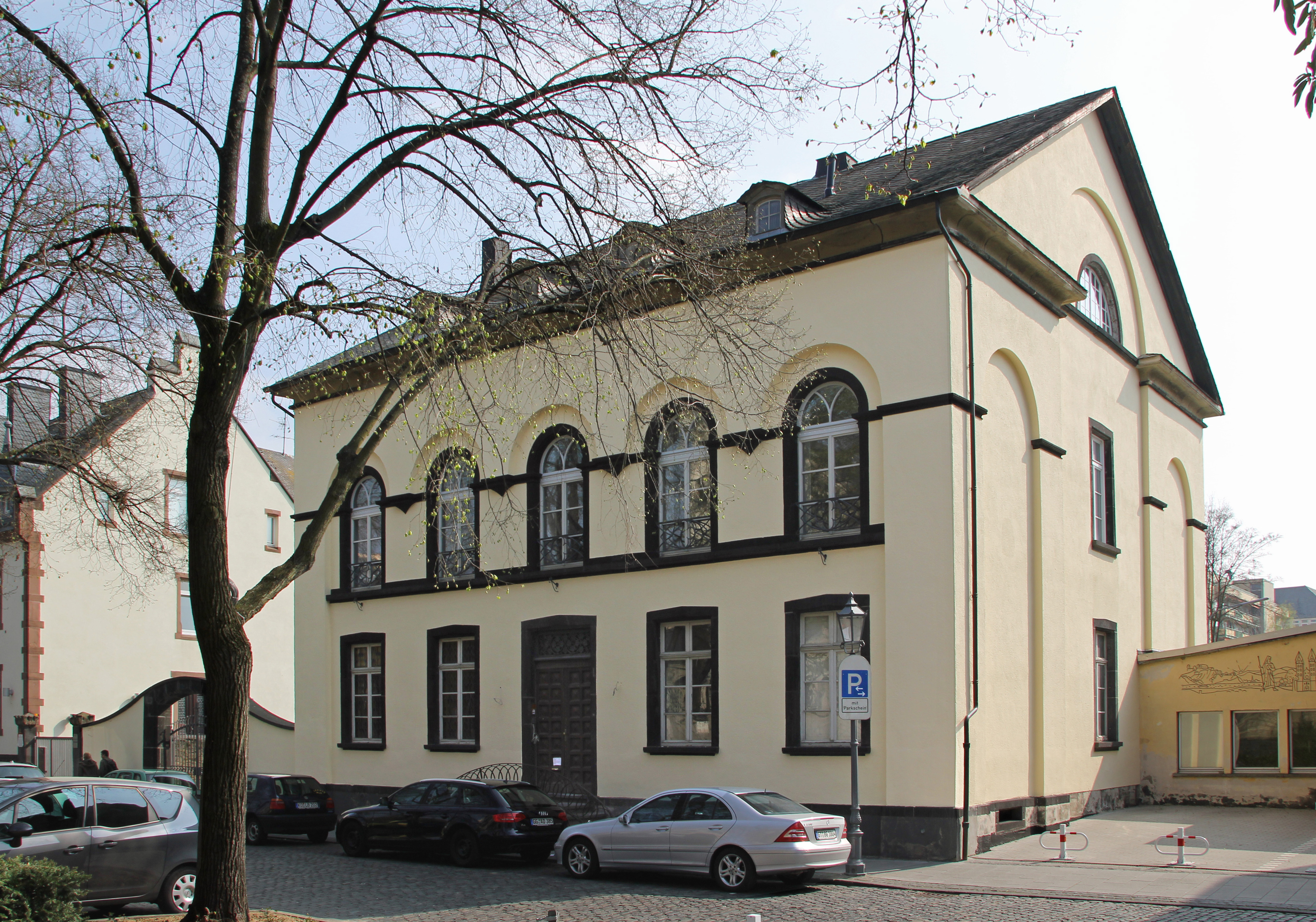
Plebania w 2012 roku

Plebania bazyliki św. Kastora została zbudowana w stylu łączącym gotyckie i reńsko-romańskie formy architektoniczne według projektu Johanna Claudiusa von Lassaulxa. Została oddana do użytku w 1829 roku. Zgodnie z treścią ksiąg rachunkowych Lassaulxa, koszt budowy budynku wyniósł 7378 talarów. Fasada budynku jest symetryczna. Centralnie umieszczone wejście poprzedzone jest schodami. Okna drugiej kondygnacji umieszczone są w płytkich wnękach zamkniętych łukami pełnymi opartych na wspólnym gzymsie podokiennym.
Wewnątrz plebanii znajdują się: epitafium Ziegleina (zm. 1593) w formie ołtarza szafiastego, obrazy olejne przedstawiające świętego Kastora i świętego Goara, pochodzący z 1627 roku herb arcybiskupa Philippa von Soeterna i kilka obrazów autorstwa Januariusa Zicka.